# Metamorphosen (Ovid)

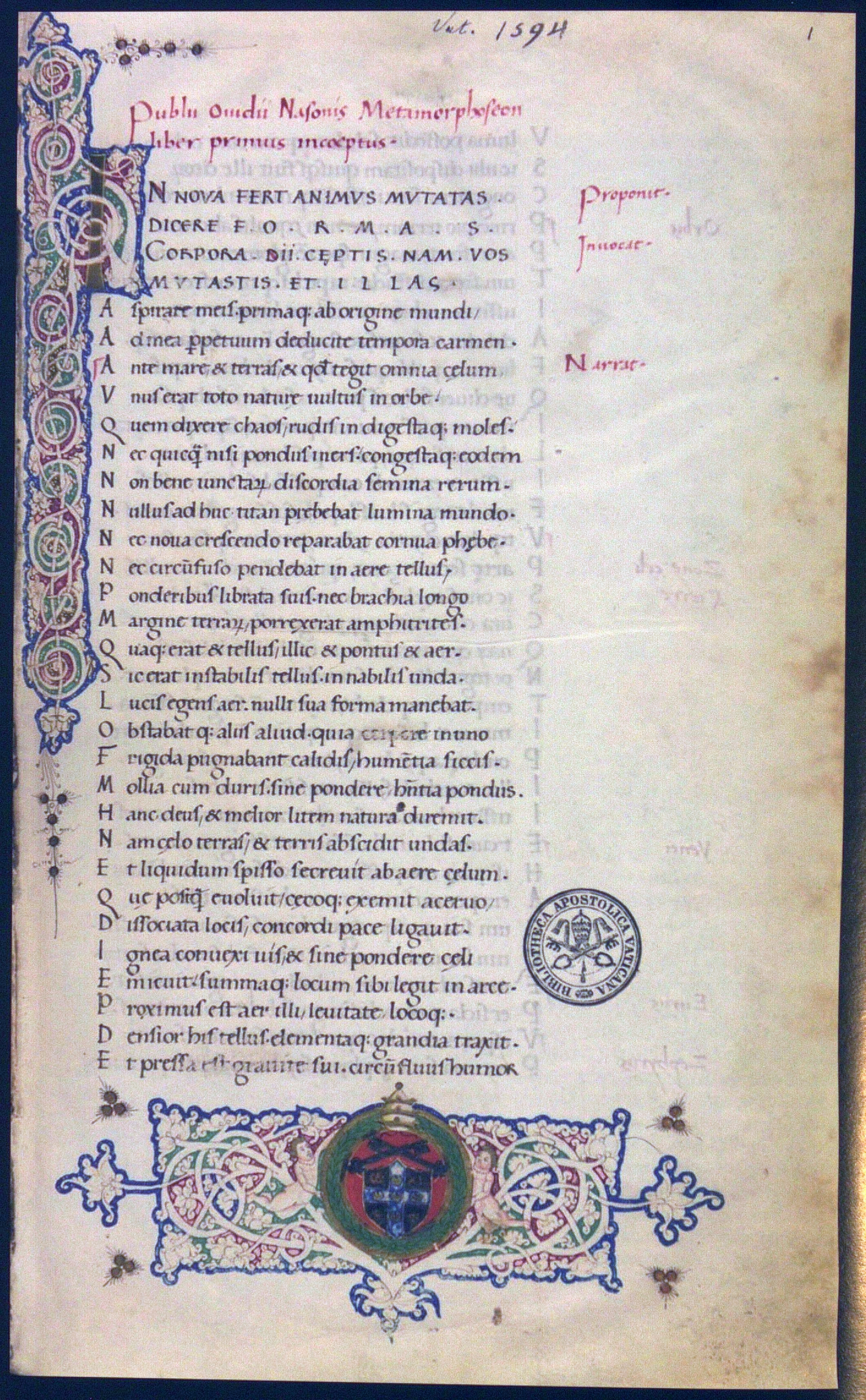
Der Anfang der Metamorphosen in der Handschrift Biblioteca Apostolica Vaticana, Vat. lat. 1594, fol. 1r (15. Jahrhundert)

Die Metamorphosen (lateinisch Metamorphoses „Verwandlungen“ oder Metamorphoseon libri „Bücher der Verwandlungen“) des römischen Dichters Publius Ovidius Naso, geschrieben vermutlich um das Jahr 1 n. Chr. bis 8 n. Chr., sind ein in Hexametern verfasstes mythologisches Gedicht über Metamorphosen (altgriechisch μεταμόρφωσις metamórphosis „Verwandlung in eine andere Gestalt“). In 15 Büchern zu je etwa 700 bis 900 Versen wird die Geschichte der Welt von ihren Anfängen bis hin zur Gegenwart des Dichters erzählt und in rund 250 Einzelsagen aus der römischen und griechischen Mythologie mit hohem künstlerischen Esprit dargestellt. Von ihrem Erscheinen an sind die Metamorphosen eine der populärsten Mythendichtungen überhaupt und sicherlich die den mittelalterlichen Schriftstellern und Dichtern am besten bekannte. Der Einfluss dieses Werks auf die Literatur nachfolgender Zeiten sowie auf die bildende Kunst des Mittelalters, des Barock bis hin zu der der Neuzeit ist enorm.
Thematischer Kern ist das in Mythen häufig anzutreffende Verwandlungsmotiv, worin meist ein Mensch oder ein niederer Gott in eine Pflanze, ein Tier oder ein Sternbild (Katasterismos) verwandelt wird. Das Werk beginnt mit einem Proömium, setzt an bei der Entstehung der Welt aus dem Chaos und endet bei der Verwandlung von Caesars Seele in einen Stern, woran noch eine Anrufung an Augustus und ein Epilog anschließen. Die logische Verknüpfung der oftmals thematisch nicht zusammengehörigen Einzelgeschichten erfolgt durch Überleitungen. Behandelt werden sowohl zentrale Geschichten und Figuren der Mythologie (zum Beispiel Kosmogonie, Herakles, Trojanischer Krieg) als auch eher abgelegene Mythen. Manche Metamorphosen werden sogar nur ganz knapp angedeutet oder nebenbei erwähnt (zum Beispiel bei Medeas Rundflug über die Ägäis im siebten Buch).
Sprachlich zeichnet sich das Gedicht durch ein großes erzählerisches Variationsbestreben und einen hohen künstlerischen Anspruch aus, sodass je nach Thema elegische, epische, tragische, komische oder sogar groteske Töne anklingen können. Aufgrund dieser Mischung aus epischer Form, stofflicher Vielfalt und dichterischer Eleganz werden die Metamorphosen als Epos sui generis („von ganz eigener Art“) bezeichnet.

## Entstehungskontext
Zur genauen Abfassungszeit der Metamorphosen gibt es nur wenige direkte Informationen. Ohnehin stammt das meiste, was wir zu Ovid und seinem Werk wissen, aus dessen eigenen Dichtungen. Einzelne Aussagen müssen daher mit Vorsicht behandelt werden. Als sicher kann gelten, dass die Metamorphosen im Jahre 8 n. Chr. weitgehend vollendet waren. Der Beginn der Arbeit ist um die Zeitenwende anzusetzen, weil Ovid sehr wahrscheinlich zu dieser Zeit seine Beschäftigung mit der Liebesdichtung abgeschlossen hat und sich so Neuem widmen konnte. Drei Faktoren, die eng miteinander zusammenhängen, sind für die Entstehung der Metamorphosen von großer Bedeutung: der soziale und politische Alltag in Rom, die literarischen Traditionen und Ovids eigene Dichterbiographie.

### Ovid und das augusteische Rom
Ovid, am 20. März 43 v. Chr. geboren, wächst zwar in der letzten Periode der römischen Bürgerkriege auf, ist aber erst dann ein junger Erwachsener, als der ab 27 v. Chr. Augustus genannte Gaius Octavius seine Alleinherrschaft bereits konsolidieren und Rom zu einer neuen kulturellen und politischen Blüte führen konnte. Anders als die um etwa eine Generation älteren Dichter Vergil, Horaz und Properz, die in die kriegerischen Auseinandersetzungen zum Teil aktiv involviert gewesen waren und deshalb in ihren Gedichten den Aufbruch in die neue Friedenszeit emphatisch thematisieren, kennt Ovid nur dieses augusteische Rom und setzt es gewissermaßen als Erfahrungshorizont voraus. Am deutlichsten bringt dies das elegische Ich in der Ars amatoria zum Ausdruck: “Rohe Schlichtheit war früher: Jetzt ist Rom golden … Das Alte mag anderen gefallen, ich heiße mich glücklich, jetzt erst geboren zu sein: Diese Zeit passt zu meinem Charakter.” 

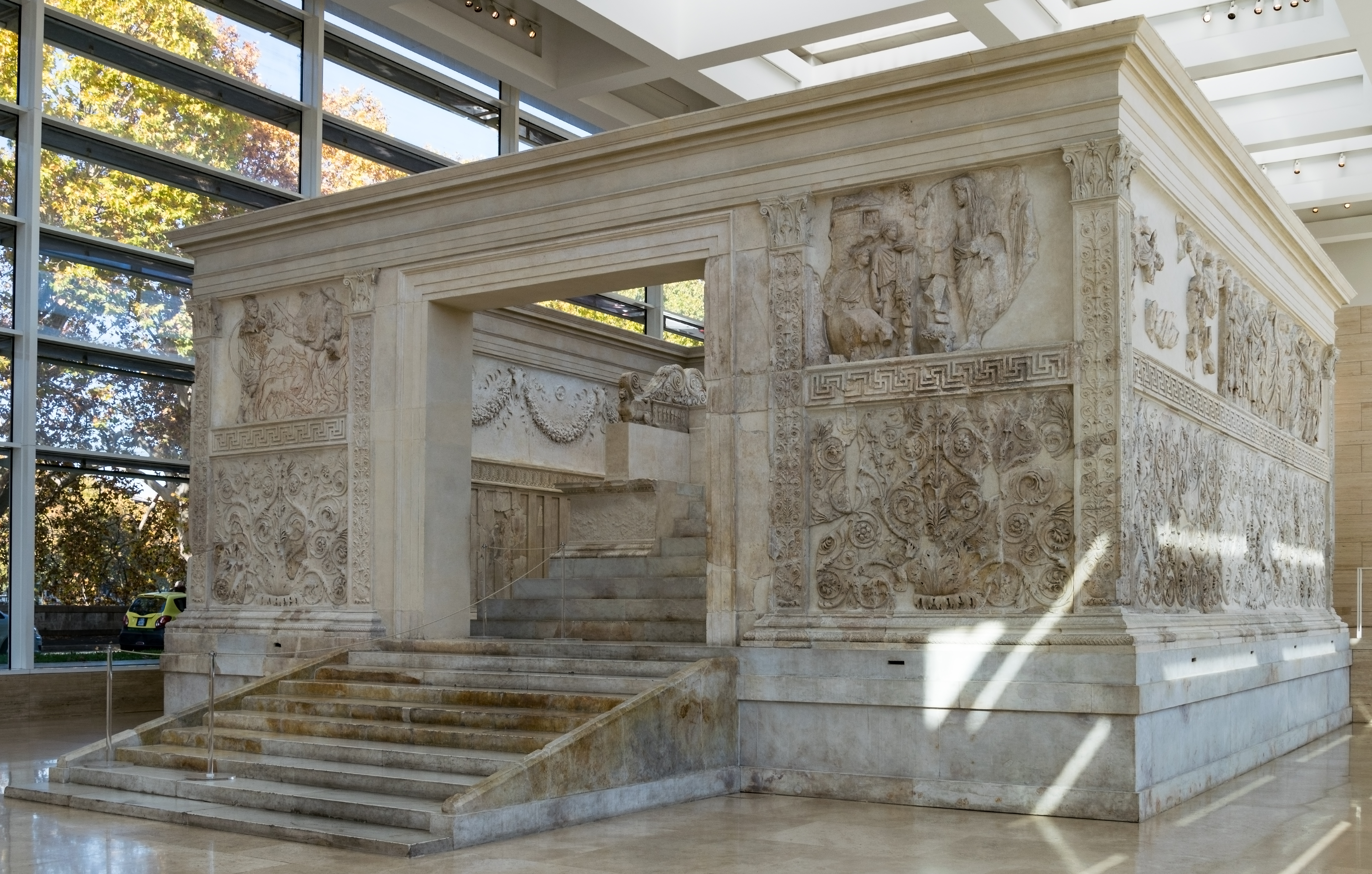
Die Ara Pacis in Rom, Ausdruck augusteischer Symbolpolitik

Trotz dieses klar positiven Bekenntnisses bieten die Metamorphosen durchaus Konfliktpotential gegenüber Augustus’ zentraler Stellung als Alleinherrscher und gegenüber der offiziellen politischen Agenda. Diese bestand darin, die Herrschaft des Augustus als eine segensreiche Zeit zu proklamieren, in der nach den Verwüstungen des Bürgerkrieges Friede und Beständigkeit herrscht und eine Rückbesinnung auf die ehrwürdigen Institutionen des Staates und der Staatsreligion stattfindet. Konfliktstoff könnte zudem geboten haben, dass sich Augustus’ Herrschaft in der Zeit zwischen 4 und 8 n. Chr. in einer Krise befand. Wenn in den Metamorphosen wiederholt die Vergänglichkeit großer Mächte (zum Beispiel Theben oder Athen) und die Fragilität monarchischer Herrschaft thematisiert werden oder wichtige identitätsstiftende Figuren und Motive (zum Beispiel die Gottheit Apollo und der Lorbeer oder der Held Aeneas) wenig glanzvoll erscheinen, widerspricht dies sicherlich indirekt der augusteischen Propaganda. Allerdings kann dieses komplexe Verhältnis nicht auf eine einfache Herrscherkritik oder Opposition reduziert werden, da Ovid zum einen auch positive Bezüge zu Augustus herstellt und zum anderen kein politisches, sondern allen voran ein dichterisches Anliegen verfolgt. Des Weiteren war auch das augusteische Rom geprägt von zahlreichen grundlegenden Innovationen und Transformationen, sodass die Verwandlungsthematik hierzu keinen wirklichen Gegensatz bildet.

### Literarische Einflüsse
Die formalen wie auch inhaltlichen Einflüsse früherer Dichter und Philosophen auf die Metamorphosen sind enorm und mitunter deutlich erkennbar.

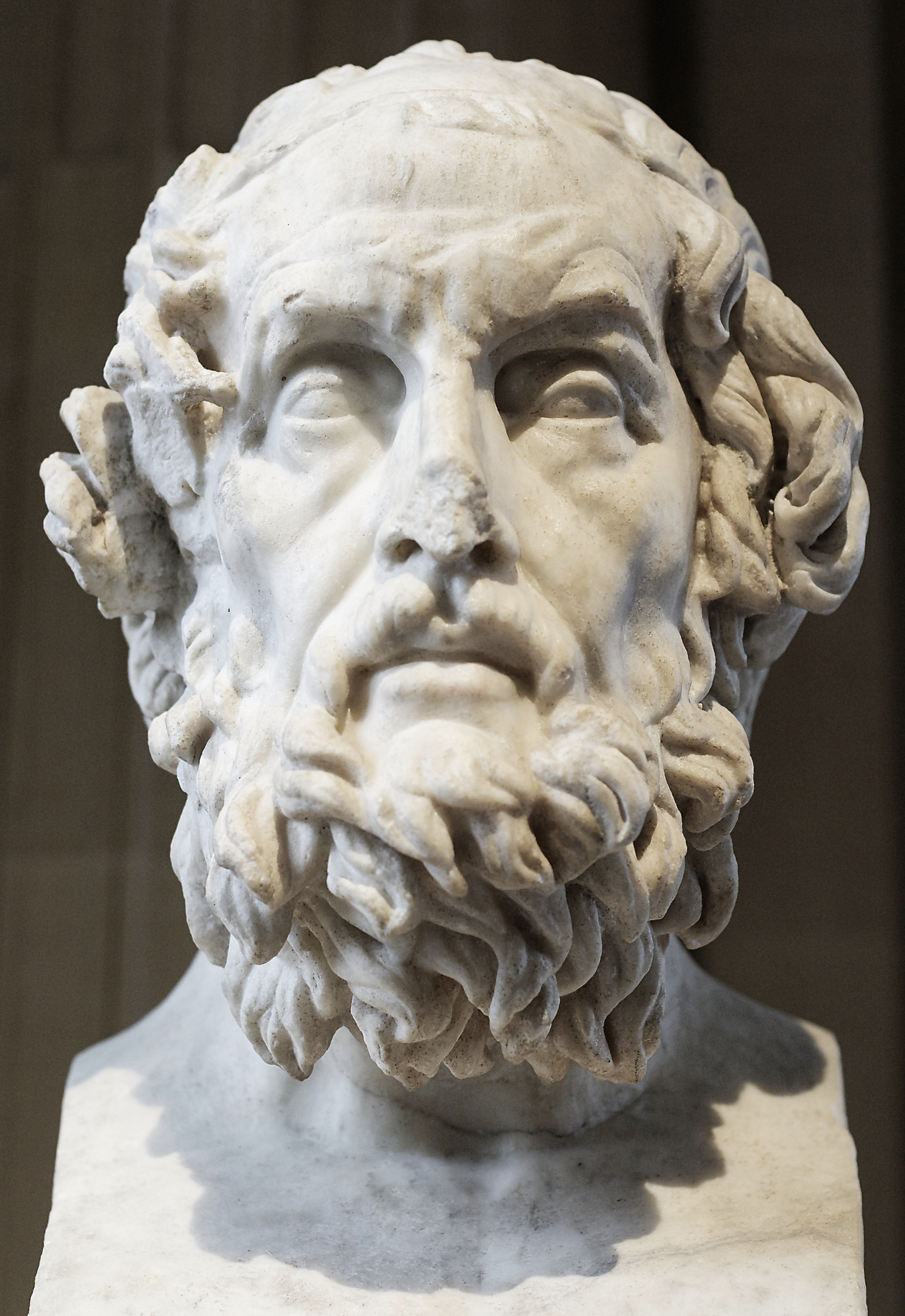
Hellenistische Büste des Homer, Louvre, Paris

Mit der Wahl des Hexameters stellt sich Ovid in die Traditionslinie des antiken Epos, dessen maßgebliche Vorgänger bei den Griechen Homers Ilias und Odyssee und Apollonios von Rhodos’ Argonautika und bei den Römern Ennius’ Annalen und Vergils Aeneis sind. Zusätzlich zur äußeren Form des Epos weisen die Metamorphosen auch viele grundlegende stoffliche Parallelen zu all diesen Epen auf.
Über die hexametrische Form eröffnet sich als zweite zentrale Traditionslinie die zur antiken Lehrdichtung. Wichtige inhaltlich-thematische Vorgänger sind bei den Griechen Hesiods Theogonie sowie Werke und Tage und Empedokles’ Über die Natur; bei den Römern Lukrez’ De rerum natura und Vergils Georgica.
Als dritte wichtige Tradition ist die Literatur des Hellenismus zu nennen, besonders die von Kallimachos vertretene dichterische Avantgarde und das Konzept des poeta doctus, eines Dichters, der scheinbar spielerisch hochkomplexe Erzählungen über entlegene Ereignisse und Figuren darbietet. Neben Kallimachos’ in elegischen Distichen verfassten Gedichten (Aitien und Hekale), welche unter anderem im zweiten Buch der Metamorphosen deutlichen Niederschlag finden, sind es zwei nur fragmentarisch überlieferte Texte mit Verwandlungsgeschichten, die als direkte Vorbilder gelten können: Nikanders Heteroiumena („Verwandlungen“) und die Ornithogonia („Entstehung von Vögeln“) einer bzw. eines Boio/Boios. Als Nachfolger dieser Dichter kann der im Rom des 1. Jahrhunderts v. Chr. lebende Parthenios von Nicaea gelten, der ein nicht mehr erhaltenes Gedicht Metamorphoseis und ein erhaltenes Prosawerk Erotica pathemata („Liebesleiden“) verfasst hat.
Deutliche Parallelen gibt es auch zur griechischen Tragödie, die einerseits stofflicher Natur sind (zum Beispiel zu Euripides’ Medea oder zu Sophokles’ Trachinierinnen), andererseits aber sogar strukturell, da in den Metamorphosen über die Hälfte der Handlung durch eine Binnenerzählung sozusagen inszeniert wird.
Aus der Philosophie werden – neben den Lehrgedichten des Empedokles und des Lukrez – zahlreiche Motive oder Konzepte von Philosophen und Philosophenschulen der Antike aufgegriffen. Sehr prominent tritt hierbei Pythagoras und die Vorstellung von der Seelenwanderung im 15. Buch in Erscheinung, daneben gibt es Anleihen bei Heraklit, Platon (zum Beispiel der Demiurg im ersten Buch) und der Stoa (der Weltenbrand im zweiten Buch).
Durch den im Proömium eröffneten Zeitrahmen des Gedichts („vom ersten Ursprung der Welt … bis zu meiner Zeit“) besteht zudem eine Verbindung zu der seit dem Hellenismus aufkommenden Universalhistorie.

### Der Dichter Ovid

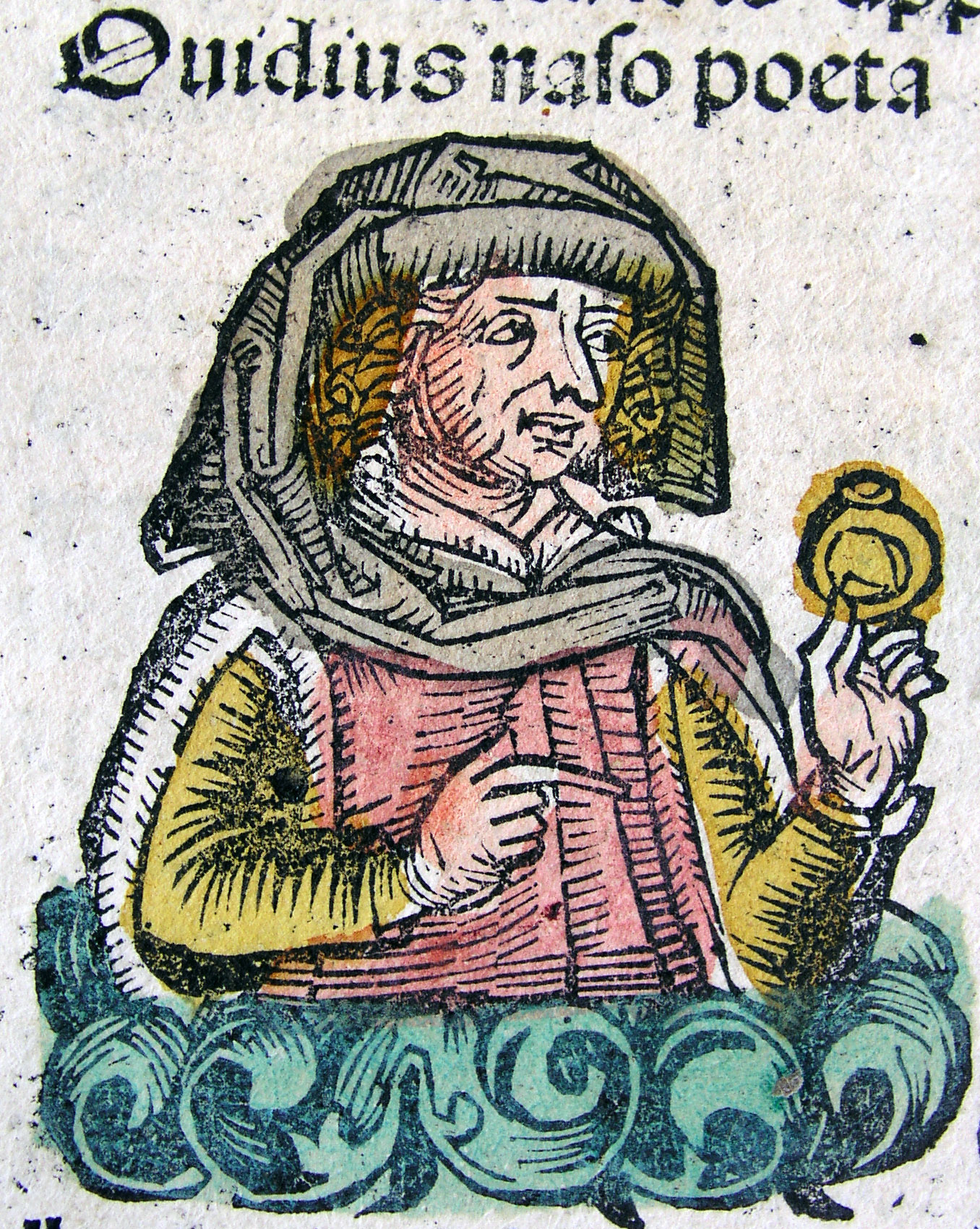
Ovid in der Schedelschen Weltchronik (1493)

Die letzte bedeutende Traditionslinie, die in den dichterischen Kleinformen des Hellenismus ihren Ursprung hat und fast vollständig Ovids Frühwerk ausmacht, sind die römische Liebeselegie und Liebesdichtungen im elegischen Distichon (eine Ausnahme davon ist die fast vollständig verlorene Tragödie Medea). Schon in seinem Erstlingswerk, den Amores („Liebesgedichte“), lässt Ovid ein lebhaftes Interesse an mythischen Stoffen und Figuren erkennen, die zur Veranschaulichung oder Ausschmückung als Beispiele angeführt werden (so zum Beispiel im Katalog der Fabelwesen in am. 3,12,21–40). Viele davon tauchen in Form größerer Einzelepisoden in den Metamorphosen wieder auf. Gleiches gilt für die Heroidenbriefe und die Ars amatoria („Liebeskunst“), die als Elegien in Briefform und als elegisches Lehrgedicht die üblichen Gattungsgrenzen überwinden. Ähnlich wie die Heroiden schreibt zum Beispiel Byblis im neunten Buch der Metamorphosen einen Brief an ihren Geliebten und getreu den Lehren der Ars versucht zum Beispiel Iphis im 14. Buch seine Geliebte zu gewinnen.
Zeitgleich zur Arbeit an den Metamorphosen schreibt Ovid seine zweite große mythologische Dichtung, die nur halb fertiggestellten Fasten. Darin erzählt er im Versmaß des elegischen Distichons Ursprungsgeschichten zu wiederkehrenden Festen und Ritualen im römischen Kalender (lat. fasti). Die Diskussion der strukturellen und thematischen Überschneidungen und Unterschiede dieser beiden Werke lieferte in der Vergangenheit wichtige Einsichten zum Verständnis beider Gedichte. Allgemein bezeichnet man diese Schaffensphase als die mittlere, in der Ovid, nachdem er zuvor „Dichter der Liebe“ war, als „Dichter der Götter“ in Erscheinung tritt, ehe er dann in seiner Spätphase „Dichter des Exils“ ist.

### Textüberlieferung

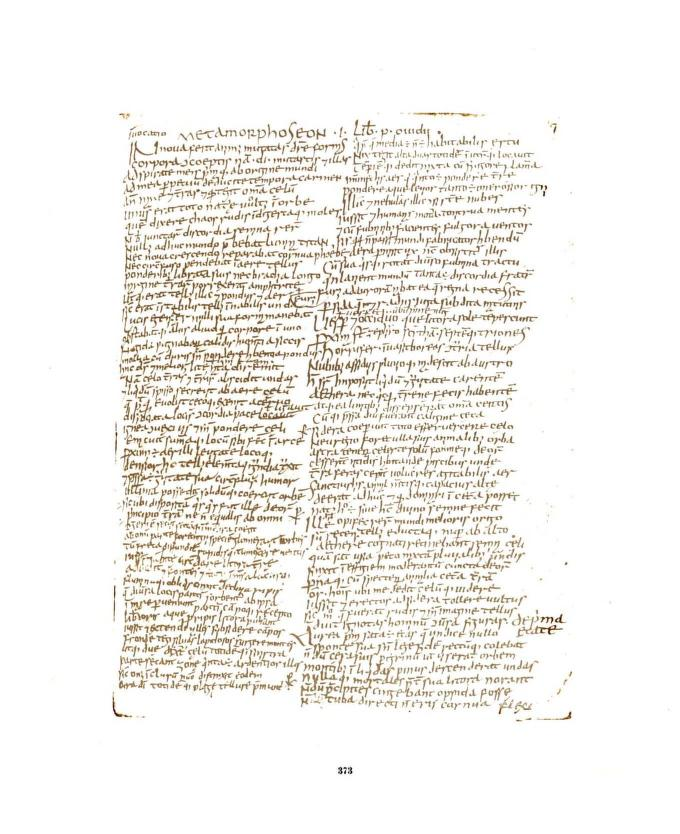
Codex Bernensis 363, fol. 187r (mit Ov. met. 1,1–199)

Wie bei den meisten antiken Werken ist uns auch von den Metamorphosen – trotz des nachweislichen Erfolgs beim Publikum der nachfolgenden Zeit – kein Original des Textes erhalten geblieben. Die frühesten direkten Textzeugnisse sind Fragmente von Handschriften aus dem 9. und 10. Jahrhundert n. Chr. (zum Beispiel der Codex Bernensis 363 aus dem 9. Jahrhundert, in dem die Verse 1,1–199, 1,304–309, 1,773–779, 2,1–22 und 3,1–56 enthalten sind).
Wiederum einige Jahrhunderte später sind uns aus dem 11. und 12. Jahrhundert n. Chr. drei in Italien entstandene und eng zusammengehörige Handschriften erhalten, die die Bücher 1–14 relativ vollständig enthalten und als „italienischer Überlieferungszweig“ bezeichnet werden. Eine davon (der Codex Vaticanus Urbinas lat. 341 aus dem 11. Jahrhundert) weist mit Einschränkungen den gesamten Text auf. Ebenso ab dem 11. Jahrhundert gibt es den sogenannten „französischen Überlieferungszweig“ mit sechs Handschriften vornehmlich aus dem süddeutschen Raum und Frankreich. In den nachfolgenden Jahrhunderten entstehen bis zur Erfindung des Buchdrucks mehr als 450 weitere Handschriften, die sich auf einen dieser Zweige zurückführen lassen.
Aus dieser Überlieferungslage ergeben sich für die Erstellung einer Textausgabe mehrere Probleme, um zu einer Version zu gelangen, wie sie Ovid verfasst haben mag (Archetyp). Zum einen enthält jede Handschrift Fehler, die ein Schreiber beim Abschreiben der Vorlage unabsichtlich produziert hat, sodass alle Handschriften miteinander verglichen werden müssen und die wahrscheinlichste Variante ermittelt werden muss (Kollation und Rezension). Zum anderen gibt es bei den Metamorphosen zwei speziellere Probleme: Der Überlieferungsstatus des 15. Buches ist zusätzlich zur ohnehin bereits schlechten Textüberlieferung besonders prekär, weil vor allem die ältesten Handschriften den Text nur bis maximal zum 14. Buch aufweisen. Die zweite Schwierigkeit betrifft den Umstand, dass an manchen Stellen die beiden Hauptüberlieferungszweige zwei unterschiedlich lange Versionen überliefern und so die Frage im Raum steht, ob im frühen Mittelalter zwei Versionen der Metamorphosen kursierten. Als möglicher Grund wird hierfür diskutiert, dass die eine Version diejenige ist, die Ovid wegen des Verbannungsbefehls 8 n. Chr. nicht mehr final bearbeiten konnte; und die andere längere Version des „französischen Überlieferungszweigs“ diejenige ist, die Ovid in der Verbannung in Tomis noch redigiert hat. Vor allem wegen der völlig unklaren Textgeschichte zwischen Ovids Original und der Version in den Handschriften, immerhin neun Jahrhunderte später, muss dies jedoch Spekulation bleiben. Die Aussage Ovids aus den Tristia, er habe sein Manuskript vor Abreise ins Exil verbrannt (Ovid, Tristia 1,7,13–24), ist sehr wahrscheinlich nur eine dichterische Überspitzung, denn sie „offenbart sich selbst als poetische Fiktion“.

## Merkmale des Gesamtwerks

### Gattung
Als in stichischen Hexametern verfasstes Gedicht sind die Metamorphosen der äußeren Form nach ein Epos, was sich auch in weiteren Gattungsmerkmalen niederschlägt: ein allwissender Erzähler; ein Proömium (Ov. met. 1,1–4); Musenanrufe (zum Beispiel Ov. met. 15,622–625); Beschreibungen von Orten und Gegenständen (zum Beispiel Ov. met. 1,169–176); sogenannte Kataloge (zum Beispiel Ov. met. 3,206–225) und schmückende Beiwörter (Epitheta ornantia) (zum Beispiel Ov. met. 2,504: „wundenschlagende Waffe“ (lat. vulnificum telum)). Aber schon aus thematischer Sicht ist eine Zuweisung der Metamorphosen zum Epos unzureichend, weil darin weit mehr als nur Heldentaten eines Einzelnen oder eines Kollektivs, konstitutiver Kern von Epen, geschildert werden. Ebenso gibt es keinen Haupterzählstrang, wie er sonst üblich ist.
Wichtige Hinweise zur Gattungsfrage gibt Ovid selbst im Proömium. Als Thema sind dort zunächst „in neue Körper verwandelte Gestalten“ (lat. in nova … mutatas … formas/corpora, Ov. met. 1,1–2) genannt, was eher auf einen Stoff der Lehrdichtung hinweist. Dennoch nennt Ovid sein Werk ein „durchgängiges Gedicht“ (lat. perpetuum … carmen, Ov. met., 1,4), womit er eine griechische Bezeichnung für das Epos zitiert, die von Kallimachos stammt. Zugleich signalisiert das in dem Satz gewählte Verb deducere, dass das Gedicht nicht nur in der üblichen Bedeutung „herabgeführt“, sondern wie ein feines Gewebe „abgesponnen“ werden soll. Damit stellt sich Ovid sehr klar auch in die formale Tradition des Hellenismus mit seinem poeta doctus-Ideal.
Im Proömium wird so das für die Metamorphosen charakteristische Spannungsverhältnis aus Epos, Lehrgedicht und hellenistischer Kleinform mit perpetuum deducite … carmen auf eine Formel gebracht. Wenn Ovid nun eine doppelte Gattungskreuzung betreibt, kommt noch hinzu, dass andere dichterische Traditionen wie das Drama oder die Liebeselegie ebenso als wichtige Einflüsse zu beachten sind. Das Besondere an den Metamorphosen ist aber, dass darin alles wie in spielerischer Leichtigkeit vereint ist und „die in der Antike geprägten literaturtheoretischen Begriffe zu seiner Definition nicht so recht geeignet scheinen.“ Daher sind die Metamorphosen am besten ein Epos sui generis („von ganz eigener Art“) zu nennen.

### Aufbau
Wie bei der Gattung gibt es auch beim Aufbau der Gesamterzählung verschiedene scheinbar konkurrierende Prinzipien, von denen jedes einzelne beachtenswert, aber keines davon alleingültig ist. Man spricht deshalb auch von einer symphonischen Struktur.
Die 15 Bücher bilden zunächst eigenständige Einheiten, deren Enden und Anfänge aber teilweise kunstvoll miteinander verknüpft sind. Durch das einleitende Proömium (Ov. met. 1,1–4) und den abschließenden Epilog (Ov. met. 15,871–879) ist das Gedicht von Aussagen des Haupterzählers eingerahmt. Dem achten Buch kommt als symmetrischen Mittelpunkt auch thematisch eine hervorgehobene Stellung zu. Darüber hinaus haben manche Bücher ein mehr oder minder geschlossenes Thema (zum Beispiel die Dynastie des Kadmos in Theben im dritten Buch).
Des Weiteren lässt sich eine Grobgliederung in drei Pentaden (drei Gruppen zu je fünf Büchern) erkennen. Am Ende einer jeden Pentade steht eine längere Binnenerzählung einer Künstler- oder Rednerfigur: die Muse Kalliope (Ov. met. 5,337–661), der Sänger Orpheus (Ov. met. 10,8–739) und der Philosoph Pythagoras (Ov. met. 15,75–478). Ergänzt wird dies zu Beginn der neuen Pentade um eine Art Reaktion, mit der das Thema „Dichtung“ noch einmal aufgegriffen und abgeschlossen wird: der „kreative“ Wettstreit zwischen Minerva und Arachne (Ov. met. 6,1–145) und der Tod des Orpheus (Ov. met. 11,1–66). Ovid selbst spricht zudem zweimal in seinen Exilgedichten von den Metamorphosen als „dreimal fünf Buchrollen“ (ter quinque volumina).
Ausgehend von dieser formalen Strukturierung wurden immer wieder Versuche unternommen, auch thematische Blöcke zu identifizieren. So schlägt zum Beispiel der amerikanische Philologe Brooks Otis vier Sektionen vor, der deutsche Walther Ludwig dagegen drei Hauptteile, die sich wiederum in zwölf Großteile unterteilen. Ergänzend zu diesen Einteilungen wurden weitere Ordnungsprinzipien aufzuzeigen versucht: So nimmt Vittorio Hösle an, dass die Metamorphosen „eine enzyklopädische Ordnung der Liebesformen“ beinhalten, indem der Fokus über die 15 Bücher hinweg beispielsweise vom männlichen auf das weibliche Begehren wechselt und asymmetrische, gewaltsame Formen der Liebe im Laufe des Gesamtwerkes durch die Darstellung konsensueller Beziehungen abgelöst werden. Letzten Endes können aber auch diese Themenschwerpunkte oder -blöcke nur eine grobe Orientierung bieten, über die der Assoziationen- und Ideenreichtum der erzählerischen Gesamtanlage weit hinausreicht. So ist es etwa ein Charakteristikum der Metamorphosen, dass sich in Binnenerzählungen – und ebenso in wiederum in Binnenerzählungen einlegte Binnenerzählungen – etwas wiederholt oder wiederaufgegriffen wird, was im Haupterzählstrang bereits thematisiert wurde, sodass ein Bild im Bild (sog. Mise en abyme) entsteht. Ebenso sind einzelne Geschichten über Bücher- oder Pentadengrenzen hinweg motivisch oder erzählerisch miteinander verbunden (wie zum Beispiel Hyacinthus und Aiax, aus denen Blumen mit identischer Inschrift entstehen).

### Überleitungen
Abgesehen von der Einteilung des Gedichts in Bücher gibt es keine weiteren formalen Unterteilungen (wie etwa Kapitel, Überschriften oder Ähnliches). Um aber dennoch das im Proömium angekündigte perpetuum carmen herzustellen und die rund 250 Einzelsagen zu einem einzigen Erzählfaden zu verbinden, nutzt Ovid sogenannte Überleitungen oder Übergänge. Das bedeutet, dass er nach Abschluss einer Episode A eine Verbindung zur neu ansetzenden Episode B herstellt, nach Episode B wiederum zu C usw.
Ein besonderes Kennzeichen der Metamorphosen ist es, dass Ovid für diese Überleitungen – die immerhin über 200 Mal erforderlich sind – ein hohes Abwechslungsbestreben und einen ambitionierten Sprachwitz mit überraschenden Pointen zeigt. So gelingt es ihm in den meisten Fällen, lebendig in seiner Erzählung fortzufahren und den Leser zu unterhalten, ohne monoton zu wirken. Stark unterschiedlich ist zum einen die Länge: Sie kann von einem einzelnen Vers reichen (zum Beispiel Ov. met. 2,710) bis hin zu einem epischen Katalog (zum Beispiel Ov. met. 6,412–425). Zum anderen variiert die Art der jeweiligen logischen Verknüpfung: Mal ist sie zeitlich (zum Beispiel Ov. met. 2,401-410), mal örtlich (zum Beispiel Ov. met. 2,710), mal kausal (zum Beispiel Ov. met. 1,450-451), mal eine Teil-Ganzes-Relation (nach dem Schema „alle sind da, nur Einer fehlt“; zum Beispiel Ov. met. 6,412–425) oder mal eine Figur (zum Beispiel Ov. met. 5,250–251). Auf diese Weise wirken die Übergänge das eine Mal assoziativ und natürlich, das andere Mal bewusst künstlich und unterbrechend.

### Themen und Motive
Ovid bringt zu Beginn das Thema eindeutig auf den Punkt: „in neue Körper verwandelte Gestalten“ (lat. in nova … mutatas … formas/corpora, Ov. met. 1,1–2), das heißt es werden Verwandlungen von einer früheren Form in eine andere erzählt, die zu neuen Körpern führten. Dem Vorgang wohnt eine zentrale Spannung inne, weil zum einen die Wandelbarkeit der Welt vor Augen geführt wird, aber zum anderen die Resultate dieser Verwandlungen dauerhafte Resultate hervorbringen (zum Beispiel bestimmte Naturphänomene wie Quellen, Felsen oder Tiere). Der Vorgang ist zugleich auch aitiologisch, weil er Erscheinungen aus der Wirklichkeit mit dichterischen Mitteln auf einen mythologischen Ursprung zurückführt und in eine ursächliche Beziehung stellt. Der Lorbeerbaum (gr. δάφνη daphne) hat zum Beispiel, so die Aitiologie Ovids, seinen Ursprung in der Nymphe Daphne und die Verwandlung ihre Ursache darin, dass ihr Vater Peneus sie dadurch vor Apollo rettet. Die Metamorphose kann rettend (wie zum Beispiel bei Daphne), belohnend (wie zum Beispiel bei Philemon und Baucis), bestrafend (wie zum Beispiel bei Lycaon) und manchmal sogar zufällig sein (wie zum Beispiel bei den Korallen, Ov. met. 4,740–752).
Abgesehen davon, dass über das gesamte Gedicht hinweg von Verwandlungen erzählt wird, spiegelt sich das Thema auch in vielerlei Weise in Motiven, Symbolen und Figuren wider. Eine zentrale Stellung nimmt dabei die – oft unerwiderte oder traumatisierende – Liebe einschließlich ihrer Personifikationen Venus und Amor ein, die in vielen Fällen die Ursache für die Metamorphose sind. Symbolische Funktion haben des Weiteren sowohl Figuren mit der Fähigkeit, sich zu verwandeln, wie zum Beispiel Acheloos, Proteus und Thetis als auch wandel- oder formbare Materialien wie zum Beispiel Korallen (Ov. met. 4,740–752) oder Wachs (Ov. met. 15,169–172). Formbar bzw. geformt im weiteren Sinn sind auch die im ganzen Gedicht auffindbaren Kunst- und Schriftprodukte (wie zum Beispiel die gewebten Kunstwerke von Arachne und Minerva zu Beginn des sechsten Buches oder der Brief, den Byblis im neunten Buch schreibt), mit denen Ovid nicht zuletzt sein Dichten mittels der eigenen Dichtung reflektiert (sog. Metapoetik). Als eine ortsbezogene Verwandlung ist auch das Reisen und die Bewegung im Raum von großer Bedeutung in den Metamorphosen.
Der gemeinsame Nenner für die enorme Vielfalt an Einzelmotiven, die selbst wiederum verschiedentlich aufeinander bezogen oder einander entgegengesetzt werden, ist der Mensch und seine Identität in einer unsteten und zahlreiche Gefahren und Bedrohungen aufweisenden Welt. Dementsprechend zentral ist die – typisch menschliche – Selbstüberschätzung (Hybris) zusammen mit der Missachtung eines oft göttlichen oder mächtigeren Gegenübers, was zu einer Bestrafung durch Metamorphose führt.
Weiter angereichert wird die Breite an Themen und Motiven, die mythologische 'Landschaft' des Werkes, durch die Nutzung diverser intertextueller Referenzen.

## Inhalt
Im Folgenden sind die Einzelbücher in drei Pentaden (ter quinque volumina) gruppiert vorgestellt. Jedem Buch sind die Anfangsverse auf Latein und in einer deutschen Übersetzung vorangestellt. Zu einzelnen Figuren siehe auch die Liste von Gestalten in den Metamorphosen des Ovid.

### Erste Pentade
Buch 1 (779 Verse)

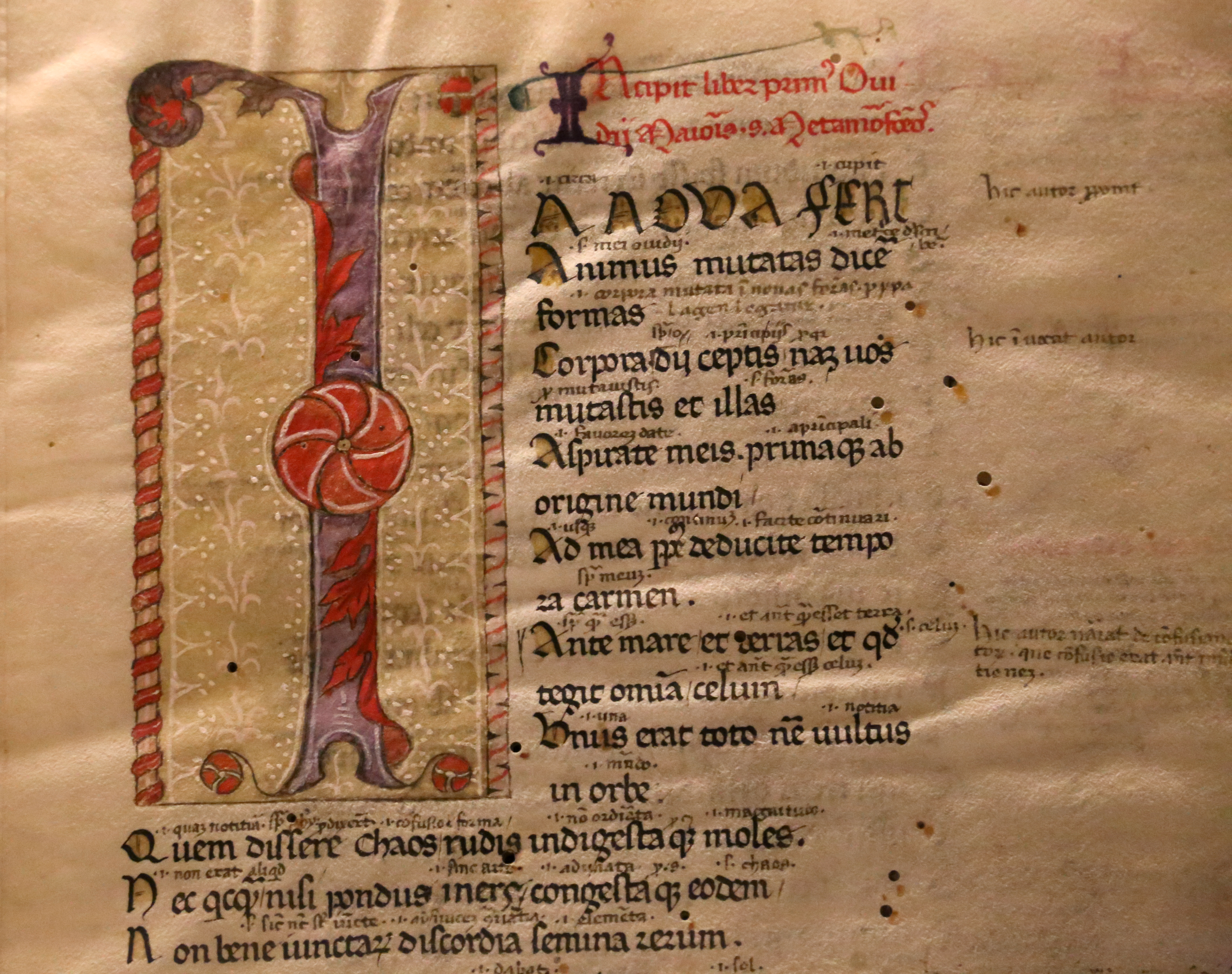
Beginn der Metamorphosen in einer italienischen Handschrift (ca. 1390)

In noua fert animus mutatas dicere formas,

corpora; di coeptis (nam uos mutastis et illa)

adspirate meis primaque ab origine mundi

ad mea perpetuum deducite tempora carmen.

(Ov. met. 1,1-4)
Von den Gestalten zu künden, die einst sich verwandelt in neue

Körper, so treibt mich der Geist. Ihr Götter, da ihr sie gewandelt,

Fördert mein Werk und lasset mein Lied in dauerndem Flusse

Von dem Beginne der Welt bis auf meine Zeiten gelangen!
1. Prooemium/Götteranruf (Verse 1–4)
2. Die Weltentstehung (Verse 5–88)
3. Die vier Weltzeitalter (Verse 89–150)
4. Die Giganten (Verse 151–162)
5. Lycaon (Verse 163–252)
6. Die große Flut (Verse 253–312)
7. Deukalion und Pyrrha (Verse 313–415)
8. Erneuerung der Tierwelt (Verse 416–437)
9. Python (Verse 438–451)
10. Daphne (Verse 452–567)
11. Io (Verse 568–621)
12. Argus (Verse 622–688)
13. Syrinx (Verse 689–746)
14. Phaethon (Verse 747–779)

| Wer/Was                                  | wird durch wen/was                 | in wen/was verwandelt                 | und warum?                                                                     |
| ---------------------------------------- | ---------------------------------- | ------------------------------------- | ------------------------------------------------------------------------------ |
| ungeordneter Urzustand der Welt (Chaos)  | einen unbestimmten Gott            | geordnete Welt (Kosmos)               |                                                                                |
| Lycaon                                   | Jupiter                            | Wolf                                  | weil Lycaon Jupiters Göttlichkeit anzweifelte und diese auf die Probe stellte. |
| Steine (1, 383 ff. „Gebeine der Mutter“) | Deucalion und Pyrrha               | Menschen                              | um nach der großen Flut die Erde wieder zu bevölkern.                          |
| Daphne (Nymphe)                          | Peneus                             | Lorbeer                               | Schutz vor dem liebestollen Apollo, Erhalt der Jungfräulichkeit                |
| Syrinx (Nymphe)                          | andere Nymphen („ihre Schwestern“) | Schilfrohr                            | um dem sie verfolgenden Pan zu entkommen, Erhalt ihrer Jungfräulichkeit        |
| Io (Nymphe)                              | Jupiter                            | Kuh                                   | um Seitensprung vor Juno zu verbergen                                          |
| Augen des Argus                          | Juno                               | Augen auf den Schwanzfedern des Pfaus | als Schmuck                                                                    |
| Kuh Io                                   | Juno                               | Nymphe Io                             | weil Jupiter geschworen hat, Juno nie wieder zu betrügen.                      |

Buch 2 (875 Verse)
Regia Solis erat sublimibus alta columnis,

clara micante auro flammasque imitante pyropo, …

(Ov. met. 2,1–2)
Mächtig ragte das Schloß des Sol auf erhabenen Säulen,

Hell von schimmernden Gold und Pyropus, der leuchtet wie Feuer.
1. Phaethon (Verse 1–339)
2. Die Heliaden (Verse 340–366)
3. Cygnus (Verse 367–400)

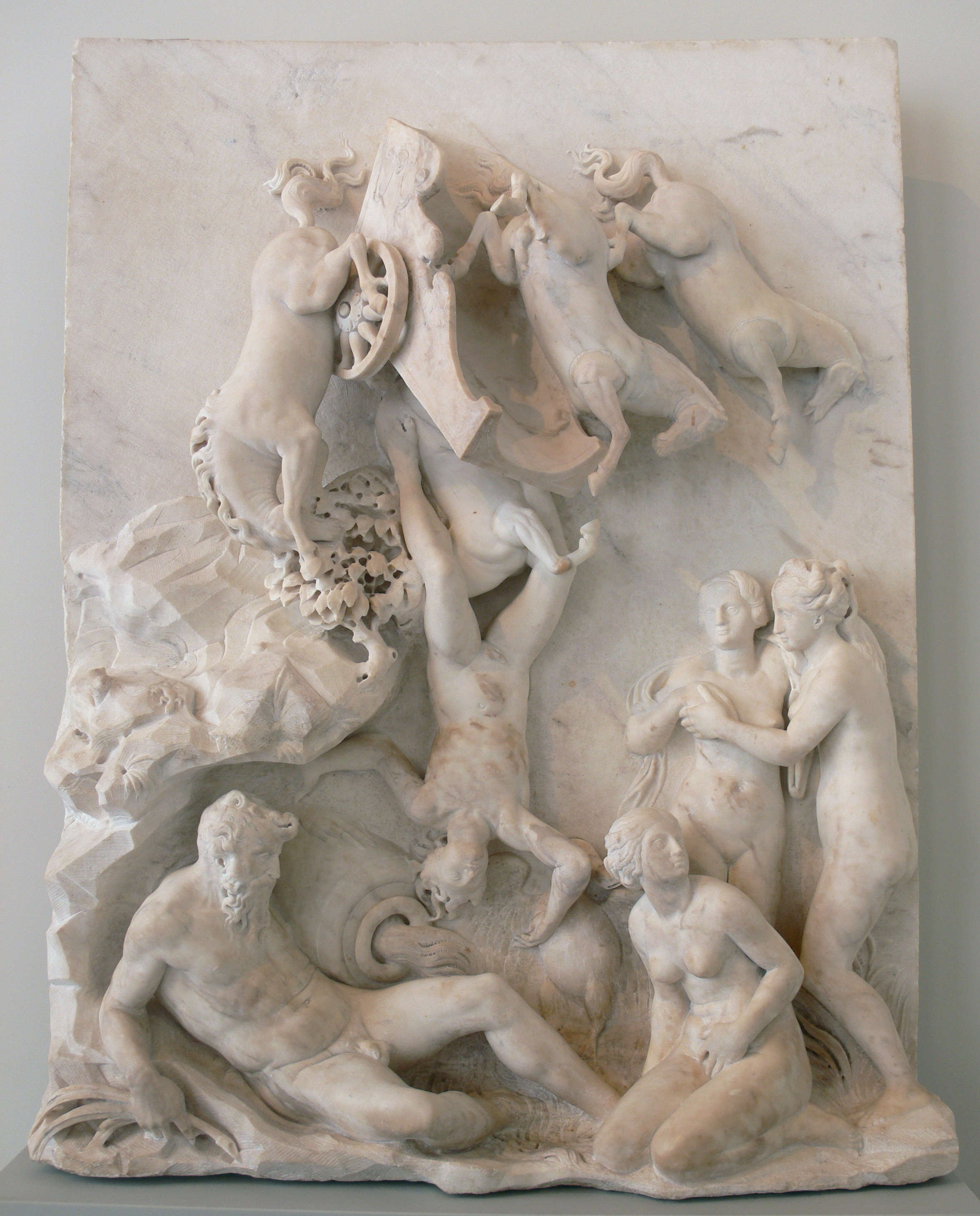
Simone Mosca, genannt Moschino: Der Sturz des Phaethon, 16. Jh. (Bode-Museum Berlin)

4. Callisto und Arcas (Verse 401–530)
5. Coronis (Verse 531–588)
6. Nyctimene (Verse 589–632)
7. Ocyrhoe (Verse 633–675)
8. Battus (Verse 676–707)
9. Aglauros (Verse 708–759)
10. Invidia (Verse 760–832)
11. Europa (Verse 833–875)

| Wer/Was                                             | wird durch wen/was                    | in wen/was verwandelt                       | und warum?                                                                          |
| --------------------------------------------------- | ------------------------------------- | ------------------------------------------- | ----------------------------------------------------------------------------------- |
| hellhäutige Menschen, fruchtbare Gegenden, Gewässer | Weltenbrand, den Phaethon verursachte | dunkelhäutige Menschen, unfruchtbare Wüsten | weil der Sonnenwagen der Erde zu nahe kam                                           |
| Heliaden (Schwestern des Phaethon)                  |                                       | Bäume, von deren Rinde Bernstein tropft     | aus Trauer um Phaethon                                                              |
| Cycnus (Verwandter des Phaethon)                    |                                       | Schwan                                      | aus Trauer um Phaethon                                                              |
| Callisto                                            | Juno                                  | Bärin                                       | Strafe für Callistos Verbindung mit Jupiter                                         |
| Callisto und ihr Sohn Arcas                         | Jupiter                               | Sternbilder (Ursa maior resp. Ursa minor)   | um zu verhindern, dass der Jäger Arcas seine Mutter tötet                           |
| weißes Gefieder des Raben                           | Apoll                                 | schwarzes Gefieder des Raben                | als Strafe, weil der Rabe den Seitensprung der Coronis verraten hatte.              |
| Cornix                                              | Minerva                               | Krähe                                       | um sie vor den Nachstellungen des Neptun zu beschützen. Erhalt der Jungfräulichkeit |
| Nyctimene                                           |                                       | Vogel                                       | als Strafe für inzestuöses Verhältnis mit dem Vater                                 |
| Ocyroe                                              |                                       | Stute                                       | als Strafe für unheilvolle Prophezeiungen                                           |
| Battus                                              | Mercurius                             | Stein                                       | Strafe für Battus’ Meineid                                                          |
| Aglauros                                            | Mercurius                             | steinernes Denkmal                          | Strafe für Aglauros Neid auf die Beziehung zwischen Herse und Mercurius             |
| Jupiter                                             |                                       | Stier                                       | um Europa näherzukommen und sie zu entführen.                                       |

Buch 3 (733 Verse)
Iamque deus posita fallacis imagine tauri

se confessus erat Dictaeaque rura tenebat, …

(Ov. met. 3,1-2)
Und schon war das Trugbild des Stieres verschwunden: es hatte

Sich die Gottheit enthüllt und hauste in Dictes Gefilden, …
1. Cadmus (Verse 1–130)
2. Actaeon (Verse 131–252)
3. Semele (Verse 253–315)
4. Tiresias (Verse 316–338)
5. Narcissus und Echo (Verse 339–510)
6. Pentheus und Bacchus (Verse 511–576)
7. Die tyrrhenischen Schiffer (Verse 577–691)
8. Pentheus’ Tod (Verse 692–733)

| Wer/Was                                | wird durch wen/was | in wen/was verwandelt                                             | und warum?                                                                    |
| -------------------------------------- | ------------------ | ----------------------------------------------------------------- | ----------------------------------------------------------------------------- |
| Zähne des von Cadmus getöteten Drachen |                    | Krieger, die sich bis auf fünf Überlebende gegenseitig umbringen. | Erschaffung eines neuen Volkes                                                |
| Actaeon                                | Diana              | Hirsch, der von seinen eigenen Hunden zerrissen wird.             | Actaeon sieht Diana nackt                                                     |
| Juno                                   | sich selbst        | Semeles Amme                                                      | um Semeles Vertrauen zu gewinnen und ihr einen verhängnisvollen Rat zu geben. |
| Tiresias                               |                    | in eine Frau und wieder in einen Mann                             | weil er mit einem Stock auf zwei kopulierende Schlangen geschlagen hatte.     |
| Narcissus                              | Nemesis            | Narzisse                                                          | hoffnungslose Liebe zu seinem eigenen Spiegelbild                             |
| Echo                                   |                    | Stein und Widerhall                                               | lange Einsamkeit aufgrund hoffnungsloser Liebe zu Narcissus                   |
| tyrrhenische Schiffer                  | Bacchus            | Delphine                                                          | Strafe für die Entführung des Bacchus                                         |

Buch 4 (803 Verse)
At non Alcithoe Minyeias orgia censet

accipienda dei, sed adhuc temeraria Bacchum

progeniem negat esse Iouis sociasque sorores

impietatis habet.

(Ov. met. 4,1-4)
Aber des Minyas Tochter Alcithoë meinte dem Gotte

Sei der Kult zu verweigern: daß Bacchus Jupiters Sohn sei,

Glaubt sie noch nicht, die Verblendete, und die frevle Gesinnung

Teilen die Schwestern.

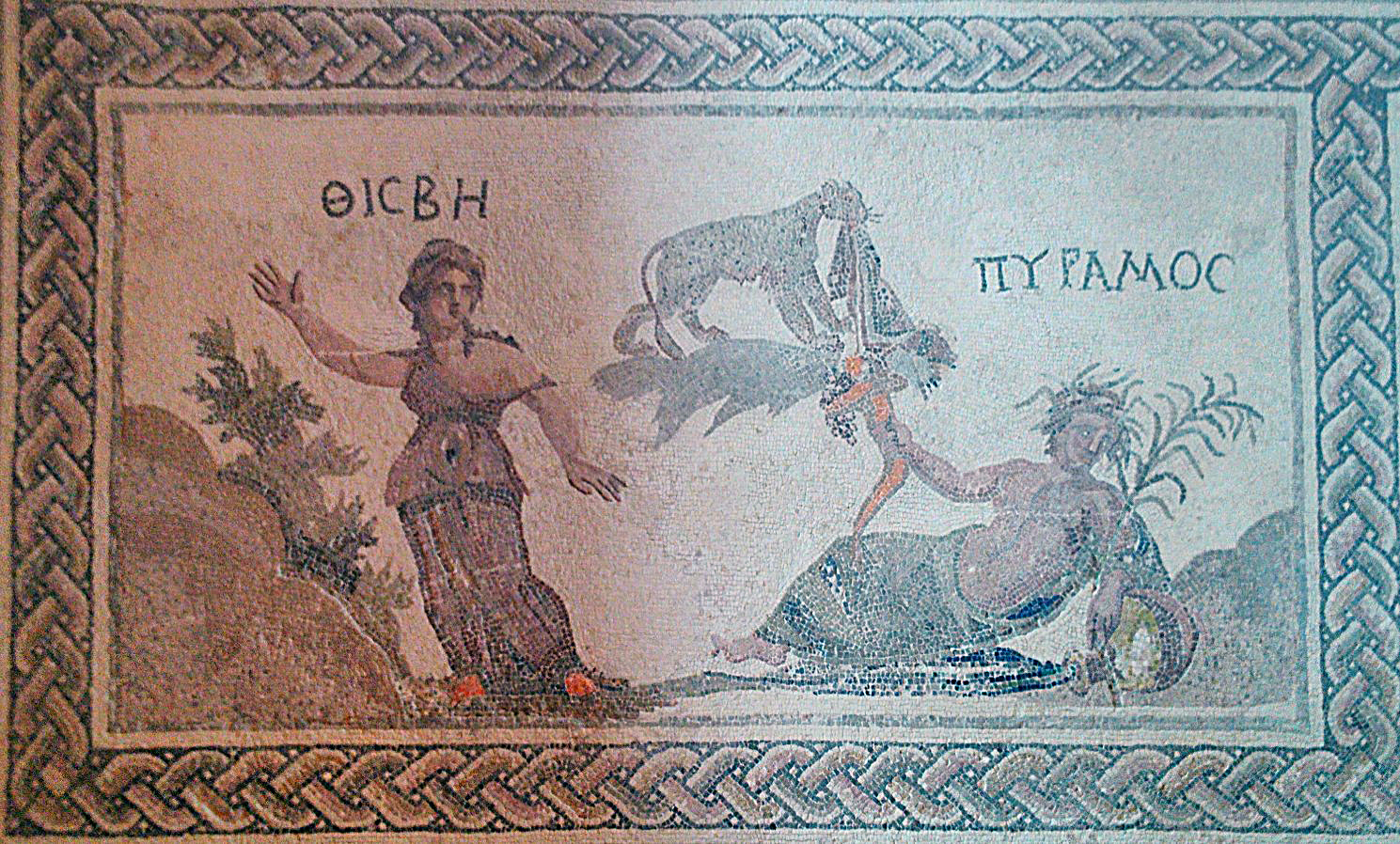
Pyramus und Thisbe, Mosaik im sog. Haus des Dionysos (Paphos)

1. Die Töchter des Minyas (Verse 1–54)
2. Pyramus und Thisbe (1. Tochter) (Verse 55–166)
3. Leucothoe und Klytie (2. Tochter) (Verse 167–270)
4. Salmacis und Hermaphroditus (3. Tochter) (Verse 271–388)
5. Verwandlung der Minyastöchter (Verse 389–415)
6. Athamas und Ino (Verse 416–562)
7. Cadmus und Harmonia (Verse 563–603)
8. Perseus (Verse 604–620)
9. Perseus und Atlas (Verse 621–662)
10. Perseus und Andromeda (Verse 663–739)
11. Die Korallen (Verse 740–752)
12. Medusa (Verse 753–803)

| Wer/Was                                     | wird durch wen/was              | in wen/was verwandelt                               | und warum?                                                                       |
| ------------------------------------------- | ------------------------------- | --------------------------------------------------- | -------------------------------------------------------------------------------- |
| helle Früchte des Maulbeerbaums             | das Blut von Pyramus und Thisbe | dunkle Früchte des Maulbeerbaums                    |                                                                                  |
| Sol                                         | sich selbst                     | Leucothoes Mutter                                   | um Leucothoe näherzukommen und sie zu verführen.                                 |
| Leucothoe                                   | Sol                             | Weihrauchbusch                                      | Fortleben nach der Tötung durch den Vater.                                       |
| Clytie                                      |                                 | Sonnenblume                                         | aus unerfüllter Liebe zu Sol                                                     |
| Salmacis und Hermaphroditus                 |                                 | eine Person, die beide Geschlechter in sich vereint | weil Salmacis die Vereinigung mit Hermaphroditus erzwingt                        |
| Minyastöchter, ihre Webstühle und Webstücke | Bacchus                         | Fledermäuse, Weinreben und Efeuranken               | Strafe, weil die Minyastöchter sich nicht am Bacchuskult beteiligten             |
| Ino und ihr Sohn Melicertes                 | Neptun auf Bitte der Venus      | die Meeresgötter Leucothea und Palaemon             | Rettung, nachdem sie sich – von Juno in Wahn versetzt – ins Meer gestürzt hatten |
| Inos Gefährtinnen                           | Juno                            | Steine und Vögel                                    | Ersatz für die fehlgeschlagene Rache an Ino selbst                               |
| Cadmus und Harmonia                         | -                               | Schlangen                                           | auf eigene Bitte                                                                 |
| Blut des Gorgonenhaupts                     |                                 | Schlangen                                           |                                                                                  |
| Atlas                                       | Gorgonenhaupt                   | Berg                                                | Rache des Perseus, da dieser von Atlas keine Gastfreundschaft erhielt            |
| Seepflanzen                                 | Gorgonenhaupt                   | Korallen                                            |                                                                                  |
| Haar der Medusa                             | Minerva                         | Schlangenhaar                                       | Strafe für die Entweihung ihres Tempels                                          |

Buch 5 (678 Verse)
Dumque ea Cephenum medio Danaeius heros

agmine commemorat, fremida regalia turba

atria complentur, …

(Ov. met. 5,1-3)
Während der Held, der Danaë Sohn, im Kreis der Cephenen

Solches berichtet, erfüllt sich die Halle des Königs mit grimmen

Scharen;
1. Perseus und Phineus (Verse 1–235)

Proserpina, Ölgemälde von Dante Gabriel Rossetti (1874)

2. Proetus und Polydectes (Verse 236–249)
3. Pallas und die Musen (Verse 250–268)
4. Pyreneus (Verse 269–293)
5. Die Pieriden im Wettstreit mit den Musen (Verse 294–317)
6. Typhoeus (Verse 318–331)
7. Ceres und Proserpina (Verse 332–358)
8. Pluto und Proserpina (Verse 359–384)
9. Raub der Proserpina (Verse 385–408)
10. Cyane (Verse 409–437)
11. Stellio (Verse 438–461)
12. Ceres’ weitere Suche und Arethusas Bericht (Verse 462–532)
13. Ascalaphus (Verse 533–550)
14. Sirenen (Verse 551–563)
15. Iupiters Entscheidung (Verse 564–571)
16. Arethusas Erzählung (Verse 572–641)
17. Triptolemus und Lyncus (Verse 642–661)
18. Verwandlung der Pieriden (Verse 662–678)

| Wer/Was                                                                              | wird durch wen/was          | in wen/was verwandelt                                     | und warum?                                                                                             |
| ------------------------------------------------------------------------------------ | --------------------------- | --------------------------------------------------------- | --- |
| Phineus und seine Krieger                                                            | Perseus (mit der Gorgo)     | Stein                                                     | Wendepunkt im Kampf bei der Hochzeit mit Andromeda um die Herausgabe der Braut                         |
| Proetus                                                                              | Perseus (mit der Gorgo)     | Stein                                                     | Strafe für die Vertreibung des Bruders                                                                 |
| Polydectes                                                                           | Perseus (mit der Gorgo)     | Stein                                                     | Strafe für die Beleidigung des Perseus                                                                 |
| Musen                                                                                | sich selbst                 | Vögel                                                     | um sich aus der Gewalt des Pyreneus zu befreien                                                        |
| verschiedene Götter und Göttinnen (Jupiter, Apollo, Bacchus, Diana, Juno, Mercurius) | sich selbst                 | verschiedene Tiere (Widder, Rabe, Bock, Katze, Kuh, Ibis) | Furcht vor Typhoeus                                                                                    |
| Cyane                                                                                | sich selbst                 | Quelle                                                    | Trauer wegen des Verlusts der Proserpina und Verärgerung, weil sie Plutos Wagen nicht aufhalten konnte |
| Stellio                                                                              | Ceres (Brei der alten Frau) | Steineidechse                                             | Strafe für Verspottung der Ceres                                                                       |
| Ascalaphus                                                                           | Proserpina                  | Uhu                                                       | Strafe für Verrat: Er zeigte an, dass Proserpina in der Unterwelt eine Speise zu sich genommen hatte.  |
| Töchter des Achelous                                                                 | Götter                      | Sirenen                                                   | |
| Alpheus, Arethusa                                                                    | sich selbst / Diana         | Fluss / (teils unterirdische) Quelle                      | um Arethusa besser verfolgen zu können / um Alpheus zu entkommen                                       |
| Lyncus                                                                               | Ceres                       | Luchs                                                     | Strafe für Anschlag auf Triptoloemus                                                                   |
| Die neun Töchter des Pierus                                                          | die neun Musen              | neun Elstern                                              | Strafe für die Herausforderung der Göttinnen zum Dichterwettbewerb                                     |

### Zweite Pentade
Buch 6 (721 Verse)
Praebuerat dictis Tritonia talibus aures

carminaque Aonidum iustamque probauerat iram.

(Ov. met. 6,1-2)
Diesen Erzählungen lauschte Tritonia gerne und lobte

Der Aoniden Gesänge und ihre gerechte Entrüstung.
1. Arachne (Verse 1–145)
2. Niobe (Verse 146–312)
3. Lykische Bauern (Verse 313–381)
4. Marsyas (Verse 382–400)
5. Pelops (Verse 401–411)
6. Tereus, Procne und Philomela (Verse 412–674)
7. Boreas und Orithyia (Verse 675–721)

| Wer/Was                                                                               | wird durch wen/was                                            | in wen/was verwandelt                                                      | und warum? |
| ------------------------------------------------------------------------------------- | ------------------------------------------------------------- | -------------------------------------------------------------------------- | --- |
| Athene                                                                                | sich selbst                                                   | alte Frau                                                                  | um Arachne zu raten, für ihre Hybris um Verzeihung zu bitten                                                                          |
| Auf dem Teppich der Athene: Rhodope und Haemus, Gerana, Antigone, Tochter des Cinyras | die ersten beiden durch „die Götter“, alle anderen durch Juno | Gebirge, Kranich, Storch, steinerne Treppenstufen am Tempel                | Strafe für Hybris |
| Auf dem Teppich der Arachne: Jupiter                                                  | sich selbst                                                   | Stier, Adler, Schwan, Satyr, Amphitryon, Goldregen, Feuer, Hirte, Schlange | Entführung der Europa und der Asterie, Verführung der Leda, Antiope, Alcmene, Danae, Aegina, Mnemosyne, Ceres                         |
| Neptun                                                                                | sich selbst                                                   | Rind, Enipeus, Widder, Hengst, Vogel, Delphin                              | Verführung der Canace, Zeugung des Otos und des Ephialtes, Verführung der Theophane, Ceres, Medusa, Melantho                          |
| Apollo                                                                                | sich selbst                                                   | Bauer, Habicht, Löwe, Hirte                                                | nicht näher präzisierte Liebesverhältnisse; als Hirte Verführung der Isse                                                             |
| Bacchus                                                                               | sich selbst                                                   | Weintrauben                                                                | Verführung der Erigone |
| Saturn                                                                                | sich selbst                                                   | Hengst                                                                     | Zeugung des Chiron |
| Arachne                                                                               | Pallas Athene (Säfte der Hecate)                              | Spinne                                                                     | Strafe für Hybris, weil sie die Göttin zum Wettstreit herausgefordert hatte, aber auch aus Mitleid, weil sich Arachne erhängen wollte |
| Niobe                                                                                 | Latona, Phoebus, Phoebe                                       | Marmor (Steinquelle auf einem Berggipfel)                                  | Strafe für Hybris, weil sie sich ihrer zahlreichen Kinder gerühmt hatte                                                               |
| Lykische Bauern                                                                       | Latona                                                        | Frösche (im Sumpf)                                                         | Strafe für Hybris, weil sie der Göttin den Zutritt zum Wasser verwehrt hatten                                                         |
| Tränen der niederen Gottheiten, die um Marsyas trauern                                | die Erde                                                      | phrygischer Fluss Marsyas                                                  | Fortleben in veränderter Gestalt |
| Philomela und Procne                                                                  | –                                                             | Nachtigall und Schwalbe                                                    | Rettung vor dem rasenden Tereus |
| Tereus                                                                                |                                                               | Wiedehopf                                                                  | Rachsucht und Trauer um seinen getöteten Sohn                                                                                         |
| Calais und Zetes                                                                      |                                                               | Mischwesen zwischen Vogel und Mensch                                       | Angleichung an ihren Vater Boreas |

Buch 7 (865 Verse)
Iamque fretum Minyae Pagasaea puppe secabant,

perpetuaque trahens inopem sub nocte senectam

Phineus uisus erat, …

(Ov. met. 7,1-3)
Auf pagaseischem Schiff durchfurchten die Minyer das Meer schon,

Und sie waren dem Phineus begegnet, der elend in ew’ger

Nacht sein Alter verbrachte;
1. Iason und Medea (Verse 1–158)
2. Aeson (Verse 159–296)

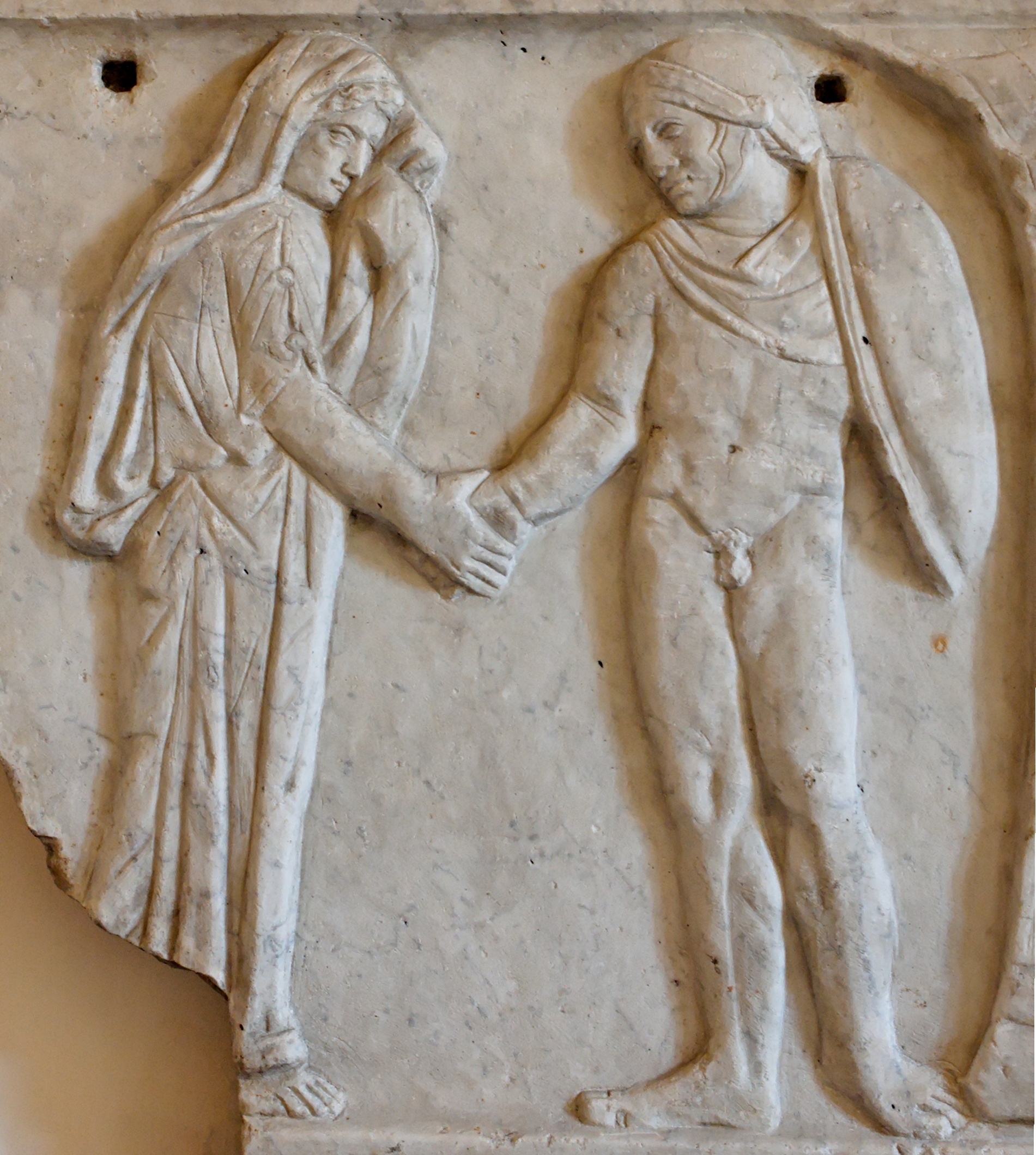
Iason und Medea reichen einander zum Zeichen ihres Ehebunds die Hände. Relief eines römischen Sarkophags des 2. Jahrhunderts im Palazzo Altemps, Rom

3. Medeas Rache an Pelias (Verse 297–349)
4. Medea auf der Flucht (Verse 350–403)
5. Theseus und Aegeus (Verse 404–452)
6. Minos rüstet gegen Athen (Verse 453–489)
7. Cephalus bei Aeacus (Verse 490–500)
8. Aegina auf Athens Seite (Verse 501–516)
9. Pest auf Aegina (Verse 517–660)
10. Cephalus und Phocus (Verse 661–670)
11. Cephalus und Procris (Verse 671–756)
12. Laelaps (Verse 757–793)
13. Tod der Procris (Verse 794–865)

| Wer/Was                                                    | wird durch wen/was       | in wen/was verwandelt        | und warum?                                                                        |
| ---------------------------------------------------------- | ------------------------ | ---------------------------- | --------------------------------------------------------------------------------- |
| Drachenzähne, die Jason aussät                             | Erde                     | Krieger, die Jason angreifen | eine der Aufgaben zur Gewinnung des goldenen Vlieses                              |
| Aeson, ein Greis (Vater Iasons)                            | einen Zaubertrank Medeas | einen jüngeren Mann          | Aufschub des natürlichen Todes. Liebesbeweis Medeas an Jason                      |
| Ammen des Bacchus                                          | Medea                    | junge Frauen                 | auf Bitte des Bacchus                                                             |
| Ältester Schafbock der Herde                               | Medea                    | Lamm                         | um den Töchtern des Pelias zu beweisen, dass eine Verjüngung möglich ist.         |
| Cerambus                                                   | Nymphen                  | Hirschkäfer                  | Rettung vor der großen Flut                                                       |
| Schlange                                                   | Apollo                   | Stein                        | um das Haupt des Orpheus zu retten                                                |
| Stier                                                      | Bacchus                  | Hirsch                       | um einen Viehdiebstahl seines Sohnes zu vertuschen (die Sage ist sonst unbekannt) |
| Maera                                                      |                          | Hund                         |                                                                                   |
| Frauen von Kos                                             | Venus                    | Kühe                         | weil sie die Göttin zu einem Schönheitswettbewerb herausgefordert hatten          |
| Ctesylla, Tochter des Alcidamas                            |                          | Taube                        |                                                                                   |
| Cygnus und seine Mutter Hyrie                              |                          | einen Schwan und einen See   | Rettung nach dem Sprung von einem Felsen / Trauer um den vermeintlich toten Sohn  |
| Combe                                                      |                          | Vogel                        | Rettung vor ihren Söhnen, den Cureten (die Sage ist sonst unbekannt)              |
| König und Königin von Calaurea                             |                          | Vögel                        |                                                                                   |
| Enkelkind des Cephisus                                     | Apollo                   | Robbe                        |                                                                                   |
| Sohn des Eumelus                                           | Apollo                   | Vogel                        |                                                                                   |
| Pilze                                                      | Regen                    | Menschen                     |                                                                                   |
| Schaum aus den drei Mäulern des Cerberus                   | Erde                     | giftiges Steinkraut          |                                                                                   |
| Knochen des Sciro                                          |                          | Felsen                       |                                                                                   |
| Arne                                                       |                          | Dohle                        | Strafe für ihre Gier nach Gold                                                    |
| Ameisen                                                    | Jupiter                  | Volk der Myrmidonen          | um Aegina nach der Pest wieder zu bevölkern                                       |
| Cephalus                                                   | Aurora                   | Mann anderen Aussehens       | um die Treue der Procris auf die Probe zu stellen                                 |
| teumessischer Fuchs und Laelaps, der Jagdhund des Cephalus | einen unbestimmten Gott  | Stein                        | damit der Wettlauf unentschieden endet                                            |

Buch 8 (884 Verse)
Iam nitidum retegente diem noctisque fugante

tempora Lucifero cadit Eurus et umida surgunt

nubila;

(Ov. met. 8,1-3)
Lucifer hat nun die Nacht verscheucht und den strahlenden Morgen

Aufgeschlossen; es legt sich der Eurus, es heben sich feuchte

Wolken.
1. Nisus und Scylla (Verse 1–151)

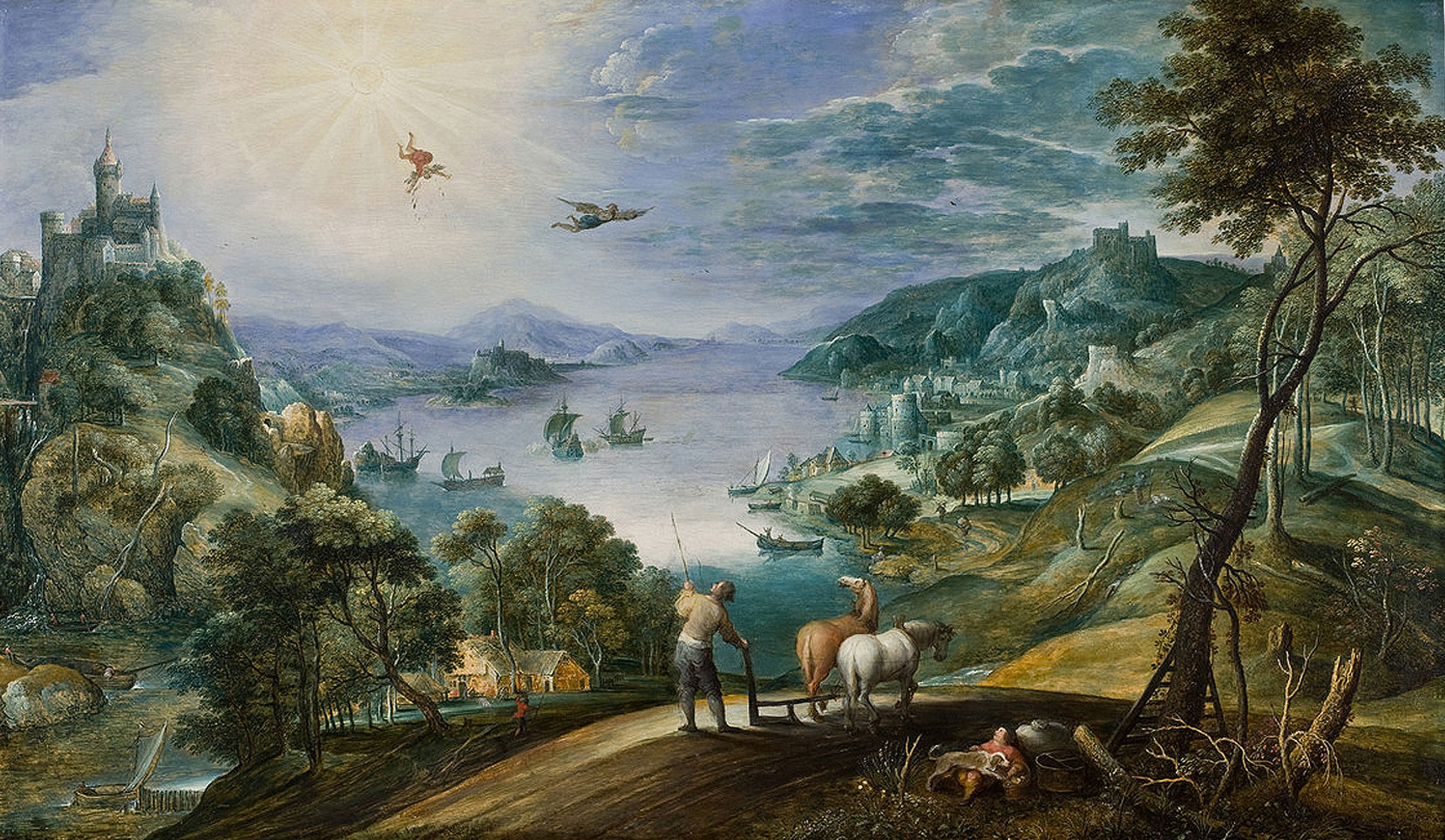
Marten Ryckaert, Landschaft mit pflügendem Bauern und dem Sturz des Ikarus (1620–1630), Wallraf-Richartz-Museum, Köln

2. Labyrinth. Theseus und Ariadne (Verse 152–182)
3. Daedalus und Icarus (Verse 183–235)
4. Perdix (Verse 236–259)
5. Kalydonischer Eber (Verse 260–444)
6. Althaea (Verse 445–525)
7. Die Schwestern des Meleager (Verse 526–546)
8. Theseus bei Achelous – Echinaden und Perimele (Verse 547–610)
9. Philemon und Baucis (Verse 611–724)
10. Proteus (Verse 725–737)
11. Erysichthon und Mestra (Verse 738–776)
12. Fames (Verse 777–842)
13. Hypermnestra (Verse 843–884)

| Wer/Was                    | wird durch wen/was | in wen/was verwandelt       | und warum?                                                                                   |
| -------------------------- | ------------------ | --------------------------- | -------------------------------------------------------------------------------------------- |
| Scylla (Tochter des Nisus) | –                  | einen Fink (Ciris)          | um dem Tod durch ihren Vater, der sich in einen Fischadler verwandelte, zu entgehen          |
| Krone der Ariadne          | Bacchus            | Sternbild (Corona Borealis) | Liebesbeweis, Trost für Theseus’ Abreise ohne sie und Sicherstellung ihres Ruhms             |
| Perdix                     | Pallas Athene      | ein Rebhuhn                 | Rettung vor dem hinterlistigen Tod durch Daedalus; Strafe / schlechtes Gewissen für Daedalus |
| Perimele                   | Neptun             | eine Insel                  | Rettung vor dem Tod                                                                          |
| Philemon und Baucis        | Jupiter            | eine Linde und eine Eiche   | Erfüllung eines Wunsches als Dank für Gastfreundlichkeit                                     |

Buch 9 (797 Verse)
Quae gemitus truncaeque deo Neptunius heros

causa rogat frontis, cui sic Calydonius amnis

coepit, inornatos redimitus harundine crines:

(Ov. met. 9,1-3)
Als der neptunische Held den Strom von Calydon fragte,

Was ihm den Seufzer entpreßte, warum ihm die Stirne entstellt sei,

Sprach er so, einen Kranz von Schilf in den struppigen Haaren:
1. Achelous und Hercules (Verse 1–97)
2. Nessus (Verse 98–133)
3. Hercules Oeteus (Verse 134–272)
4. Galanthis (Verse 273–323)
5. Dryope (Verse 324–393)
6. Iolaus. Die Söhne der Callirhoe (Verse 394–453)
7. Byblis (Verse 454–665)
8. Iphis (Verse 666–797)

| Wer/Was   | wird durch wen/was | in wen/was verwandelt                      | und warum?                                                                     |
| --------- | ------------------ | ------------------------------------------ | ------------------------------------------------------------------------------ |
| Achelous  | er selbst          | erst in eine Schlange, dann in einen Stier | um sich im Kampf gegen Hercules zu behaupten                                   |
| Lichas    | Hercules           | Stein                                      | Bestrafung; er brachte Hercules den giftigen Mantel                            |
| Galanthis | Lucina             | Wiesel                                     | Weil sie durch eine List Iole zur Geburt verhalf, was Lucina verhindern wollte |
| Byblis    | –                  | Quelle                                     | sie weint so viel vor Trauer, weil sie ihren Bruder Caunus liebt               |
| Iphis     | Isis               | Mann                                       | damit Iphis, der als Frau zur Welt kam, seine geliebte Ianthe heiraten kann    |

Buch 10 (739 Verse)
Inde per immensum croceo uelatus amictu

aethera digreditur Ciconumque Hymenaeus ad oras

tendit et Orphea nequiquam uoce uocatur.

(Ov. met. 10,1-3)
Doch Hymenaeus enteilte von dort in Safrangewande

Durch die unendliche Luft: er strebt nach dem Land der Ciconen.

Demm es lädt ihn die Bitte des Orpheus: vergebliches Mühen!

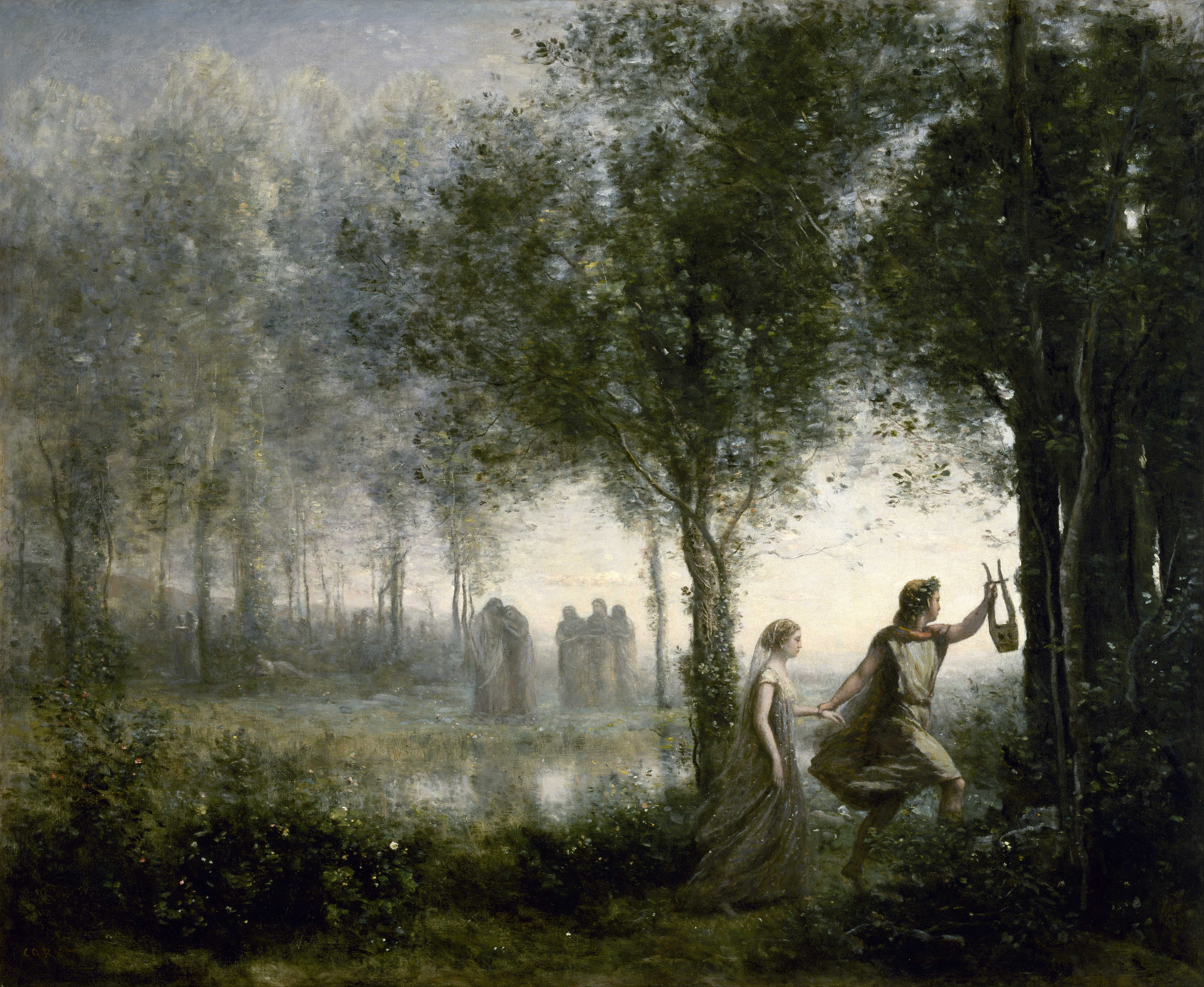
Jean-Baptiste Camille Corot, Orpheus führt Eurydice aus der Unterwelt (1861), The Museum of Fine Arts, Houston

1. Orpheus und Eurydice (Verse 1–105)
2. Cyparissus (Verse 106–142)
3. Ganymedes (Verse 143–161)
4. Hyacinthus (Verse 162–216)
5. Cerastae und Propoetides (Verse 217–242)
6. Pygmalion (Verse 243–297)
7. Myrrha (Verse 298–502)
8. Venus und Adonis (Verse 503–559)
9. Hippomenes und Atalanta (Verse 560–707)
10. Verwandlung des Adonis (Verse 708–739)

| Wer/Was                 | wird durch wen/was | in wen/was verwandelt | und warum? |
| ----------------------- | ------------------ | --------------------- | --- |
| Hyacinthus              | Apollo             | Blume                 | Er schämte sich, ihn getötet zu haben.                                                                        |
| Pygmalions Statue       | Venus              | eine echte Frau       | Venus hat Mitleid und verwandelt die Statue, da Pygmalion sich in sie verliebt hat.                           |
| Myrrha                  | Götter             | Baum                  | Sie liebte ihren Vater und will sterben, im Leben würde sie die Menschen, als Tote die anderen Toten kränken. |
| Hippomenes und Atalanta | Venus              | Löwen                 | Weil Hippomenes Venus nicht für ihre Hilfe dankte und er und Atalanta einen heiligen Tempel entweihten.       |

### Dritte Pentade
Buch 11 (795 Verse)
Carmine dum tali siluas animosque ferarum

Threicius uates et saxa sequentia ducit, …

(Ov. met. 11,1-2)
Während der thracische Sänger mit solcherlei Liedern die wilden

Tiere bezaubert, die Wälder und Felsen, so daß sie ihm folgen, …
1. Tod des Orpheus (Verse 1–66)
2. Die Mänaden (Verse 67–84)
3. Midas (Verse 85–193)

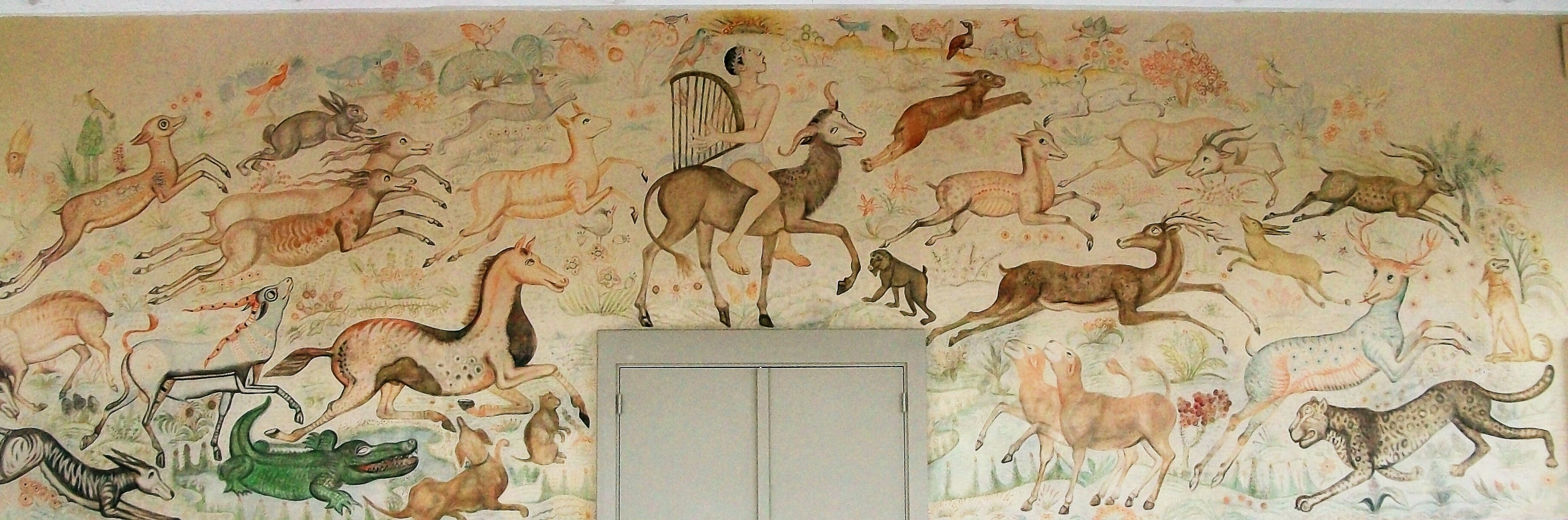
Anita Rée: Orpheus mit den Tieren, Wandbild in der Ballettschule des Hamburg Ballett (um 1930)

4. Laomedon und Hesione (Verse 194–220)
5. Peleus und Thetis (Verse 221–265)
6. Peleus’ Aufnahme bei Ceyx (Verse 266–289)
7. Daedalion und Chione (Verse 290–345)
8. Der Wolf (Verse 346–409)
9. Ceyx und Alcyone (Verse 410–748)
10. Aesacus (Verse 749–795)

| Wer/Was                                          | wird durch wen/was             | in wen/was verwandelt               | und warum?                                                                                             |
| ------------------------------------------------ | ------------------------------ | ----------------------------------- | --- |
| Reis, Stein, Scholle, Obst, Fleisch, Traubensaft | Midas (indirekt durch Bacchus) | Gold                                | Bacchus erfüllt Midas zur Belohnung für den wiedergefundenen Silenus einen Wunsch                      |
| Midas (unter dem Fluch des Ehrengeschenks)       | Bacchus                        | Midas (befreit vom Ehrengeschenk)   | Bacchus erbarmt sich und sagt Midas, wie er die Schuld abwaschen kann                                  |
| Midas’ Ohren                                     | Apollo                         | Eselsohren                          | Apollo zieht Midas zur Strafe die Ohren lang und hüllt sie in graues Fell                              |
| Thetis (Göttin der Wasser)                       | sich selbst                    | Vogel, Baum, gesprenkelte Tigerin   | Um sich vor Peleus zu schützen, der sie begatten will                                                  |
| Morpheus (Gott des Traumes)                      | sich selbst                    | Ceyx                                | Um Halcyone den Tod ihres Mannes Ceyx zu überbringen                                                   |
| Ceyx und Halcyone                                | Götter                         | Vögel (zwei Eisvögel – Halcyoninae) | Das durch Ceyx’ Tod getrennte Paar kann wieder vereint leben                                           |
| Äsakos (der Taucher)                             | Thetys                         | Vogel                               | Thetys bewahrt den Taucher somit vor dem Tod, der sich aus Schuldgefühlen von den Klippen stürzen will |

Buch 12 (628 Verse)

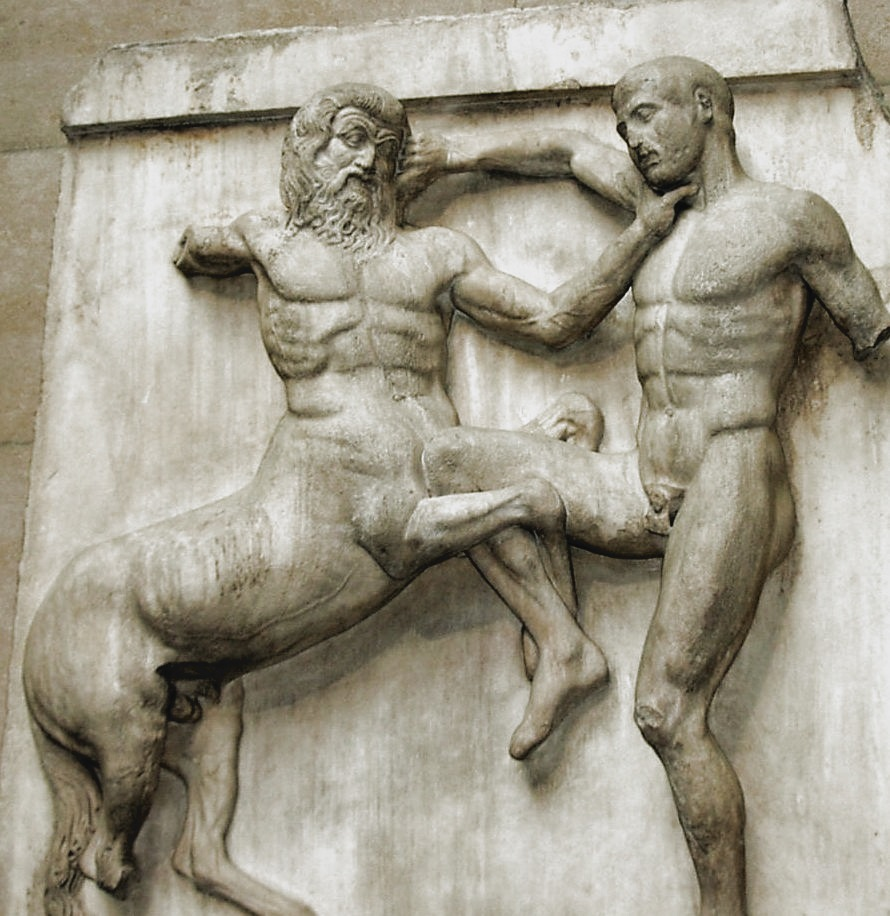
Kampf eines Kentauren mit einem Lapithen, Metope des Parthenon, British Museum, London

Nescius adsumptis Priamus pater Aesacon alis

uiuere lugebat; tumulo quoque nomen habenti

inferias dederat cum fratribus Hector inanes.

(Ov. met. 12,1-3)
Priamus, ohne zu wissen, daß Aesacos lebt als geflügelt

Wesen, betrauert den Sohn. Es spendete Hector dem leeren

Grab – es trug nur den Namen – die Opfer, vereint mit den Brüdern.
1. Die Schlange in Aulis (Verse 1–23)
2. Iphigenie (Verse 24–38)
3. Fama (Verse 39–63)
4. Achilles und Cygnus (Verse 64–168)
5. Caeneus (Verse 169–209)
6. Lapithen und Centauren, Kentauromachie (Verse 210–535)
7. Periclymenus (Verse 536–579)
8. Achilles’ Tod (Verse 580–619)
9. Vorspiel zur Hoplonkrisis (Verse 620–628)

| Wer/Was            | wird durch wen/was | in wen/was verwandelt | und warum?                                                                  |
| ------------------ | ------------------ | --------------------- | --------------------------------------------------------------------------- |
| Bläuliche Schlange |                    | Stein                 | Als Mahnmal für die Weissagung des Sehers Kalchas (9 Jahre Krieg mit Troja) |
| Iphigenie          | Diana              | Hirschkuh             | um sie vor der Opferung zur retten                                          |
| Cygnus             | Neptun             | Schwan                | um ihn vor dem Erwürgen durch Achill zu retten                              |
| Caenis, eine Frau  | Neptun             | einen Mann, Caeneus   | um ihn in Zukunft vor Vergewaltigung und Verwundung zu schützen             |
| Caeneus, der Mann  | Neptun             | einen gelben Vogel    | um ihn vor dem Ersticken unter den gefallenen Bäumen zu retten              |
| Periklymenos       | Neptun             | Adler                 | um Herkules zu verletzen und dann zu fliehen                                |

Buch 13 (968 Verse)
Consedere duces et uulgi stante corona

surgit ad hos clipei dominus septemplicis Aiax, …

(Ov. met. 13,1-2)
Also saßen die Führer, vom Kranz des Volkes umgeben.

Aiax erhob sich, des siebenfältigen Schildes Besitzer;

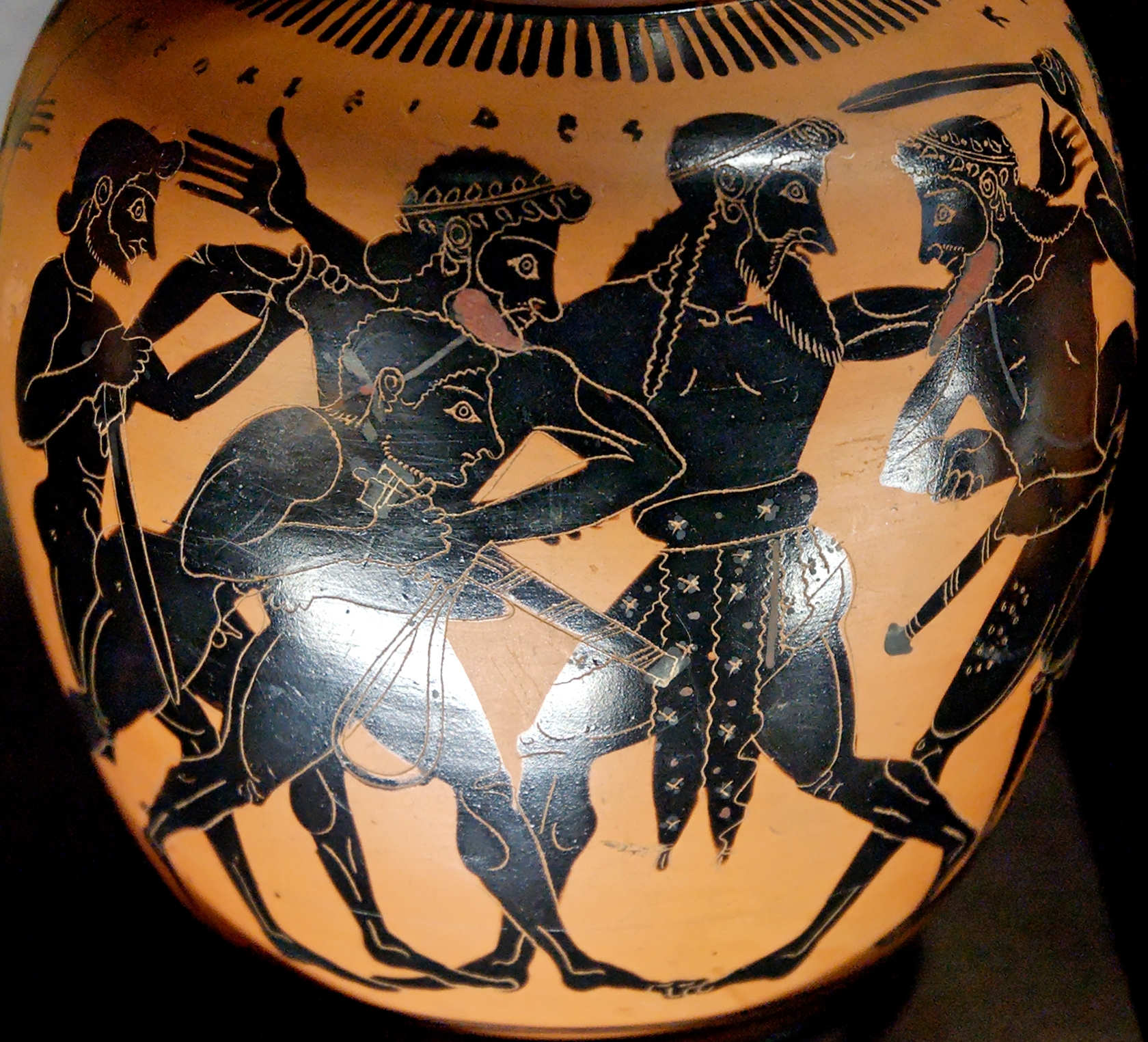
Aias und Odysseus im Streit um die Waffen, attische schwarzfigurige Oinochoe des Taleides-Malers, Louvre (ca. 520 v. Chr.)

1. Hoplonkrisis: Rede des Aias (Verse 1–122)
2. Hoplonkrisis: Rede des Odysseus (Verse 123–381)
3. Entscheidung und Selbstmord des Aias (Verse 382–398)
4. Philoktetes’ Rückkehr, Eroberung Troias, Hecuba (Verse 399–428)
5. Polydorus (Verse 429–438)
6. Polyxena (Verse 439–575)
7. Memnon (Verse 576–622)
8. Fahrt des Aeneas nach Delos (Verse 623–631)
9. Anius (Verse 632–674)
10. Orion (Verse 675–699)
11. Weiterfahrt des Aeneas (Verse 700–729)
12. Scylla (Verse 730–749)
13. Acis und Galatea (Verse 750–897)
14. Scylla und Glaucus (Verse 898–968)

| Wer/Was | wird durch wen/was                            | in wen/was verwandelt                                                       | und warum? |
| ------- | --------------------------------------------- | --------------------------------------------------------------------------- | --- |
| Akis    | Meernymphe Galateia, Faunus, Nymphe Symaethis | Flussgott mit Hörnern                                                       | Durch die Verwandlung wird Akis vor dem Cyclopen Polyphem gerettet, der wegen Galatea eifersüchtig auf ihn ist.                           |
| Glaucus | Oceanus, Tethys (Meeresgötter)                | Meeresgott mit grünem Haar und Bart, bläulicher Haut und einem Fischschwanz | Glaucus hat nach dem Verzehr besonderen Grases am Strand die Sehnsucht, im Meer zu leben. Andere Meeresgötter wünschen seine Verwandlung. |

Buch 14 (851 Verse)
Iamque Giganteis iniectam faucibus Aetnen

aruaque Cyclopum quid rastra, quid usus aratri

nescia nec quidquam iunctis debentia bubus

liquerat Euboicus tumidarum cultor aquarum;

(Ov. met. 14,1-4)
Und schon hat der Euboeer, der wogenden Wasser Bewohner,

Den auf den Schlund des Giganten geschleuderten Aetna verlassen

Und der Cyclopen Gefilde, die nichts vom Karst und vom Pfluge

Wissen und nichts der Mühe der Ochsengespanne verdanken;
1. Glaucus und Circe (Verse 1–74)
2. Weiterfahrt des Aeneas (Verse 75–88)
3. Pithecusae (Verse 89–100)
4. Sibylla (Verse 101–153)
5. Achaemenides und Polyphemus (Verse 154–222)
6. Macareus und Circe (Verse 223–307)
7. Picus und Canens (Verse 308–453)
8. Diomedes und seine Gefährten (Verse 454–511)
9. Der Ölbaum (Verse 512–526)
10. Aeneas’ Schiffe (Verse 527–565)
11. Ardea (Verse 566–580)
12. Aeneas’ Apotheose (Verse 581–608)
13. Die Könige von Alba Longa (Verse 609–621)
14. Pomona und Vertumnus (Verse 622–697)
15. Iphis und Anaxarete (Verse 698–771)
16. Lautulae (Verse 772–804)
17. Apotheose des Romulus (Verse 805–828)
18. Hersilia (Verse 829–851)

| Wer/Was                         | wird durch wen/was       | in wen/was verwandelt | und warum? |
| ------------------------------- | ------------------------ | --- | --- |
| Scylla                          | Circe                    | Frau mit wütenden Höllenhunden statt eines Unterleibs                                                                    | Circe ist wegen Glaucus, der zu ihr kam, um einen Liebestrank für Scylla zu erbitten, eifersüchtig auf Scylla. |
| Sibylle                         | Apollo                   | eine Frau, die tausend Jahre lebt, dabei aber entsprechend altert, so dass sie am Ende nur noch als Stimme vorhanden ist | Als Apollo Sibylle aus Liebe einen Wunsch gewährt, wünscht sie sich ein sehr langes Leben, vergisst dabei aber die ebenso lange Jugend. Weil sie Apollos Liebe nicht erwidert, gibt dieser die ewige Jugend auch nicht von selbst dazu. |
| Gefährten des Ulixes            | Circe                    | Schweine, dann wieder Menschen                                                                                           | Verwandlung ohne besonderen Grund; Rückverwandlung, weil Ulixes, der ihr Geliebter wird, diese fordert |
| Aeneas                          | Jupiter, Venus, Numicius | Gott Indiges | Nach Aeneas’ heldenhaftem Leben bittet Venus, dessen Mutter, Jupiter darum, Aeneas zum Gott zu machen. |
| Vertumnus                       | von selbst               | Männer mit verschiedenen Berufen, eine alte Frau, schließlich zurück in sich selbst                                      | Um in der Nähe der schönen Baumnymphe Pomona zu sein und sie für sich zu gewinnen. Sie verliebt sich erst dann sofort in ihn, als er wieder er selbst ist.                                                                              |
| Romulus und seine Frau Hersilia | Jupiter, Juno            | Götter Quirinus und Hora                                                                                                 | Romulus’ Vergöttlichung war Mars schon lange von Jupiter versprochen worden und erfolgt, nachdem dieser die Völker der Latiner und Sabiner vereint hat. Juno erbarmt sich der um ihn trauernden Hersilia.                               |

Buch 15 (879 Verse)
Quaeritur interea quis tantae pondera molis

sustineat tantoque queat succedere regi;

(Ov. met. 15,1-2)
Aber man fragt sich indes, wer solche gewaltige Lasten

Trage, wer einem so mächtigen König zu folgen vermöge.
1. Numa (Verse 1–11)
2. Myscelus (Verse 12–59)
3. Pythagoras (Verse 60–478)
4. Egeria, Hippolytus (Verse 479–551)
5. Tages (Verse 552–559)
6. Romulus’ Speer (Verse 560–564)
7. Cipus (Verse 565–621)
8. Aesculapius (Verse 622–744)
9. Apotheose Caesars (Verse 745–851)
10. Lob des Augustus (Verse 852–870)
11. Sphragis (Epilog) (Verse 871–879)

| Wer/Was | wird durch wen/was          | in wen/was verwandelt | und warum?                                                                         |
| ------- | --------------------------- | --------------------- | ---------------------------------------------------------------------------------- |
| Egeria  | Artemis, Phoebus’ Schwester | Quelle                | um sie von ihrer unstillbaren Trauer über den Verlust ihres Mannes Numa zu erlösen |
| Caesar  | Venus                       | Stern                 | um ihm trotz Mordanschlag zum ewigen Leben zu verhelfen                            |

## Rezeption
Wie groß der Erfolg der Metamorphosen war und ist, zeigt sich daran, dass unmittelbar nach Erscheinen und sehr nachhaltig dann über die Jahrhunderte hinweg Themen, Motive, Geschichten und auch das Gedicht selbst zitiert, adaptiert und kreativ fortgeführt wurden. Ovids Stil hatte großen Einfluss auf die nachfolgenden Epiker Lucan, Statius und Valerius Flaccus.
- Schon Seneca der Ältere (ca. 54 v. Chr.–ca. 39 n. Chr.) zitiert mehrfach in seinen Übungsreden (sog. Deklamationen) Stellen aus den Metamorphosen und gibt damit Aufschluss über die Rezeption in der kaiserzeitlichen Rhetorik.
- Auch sein Sohn, Seneca (ca. 1 n. Chr.–65 n. Chr.), greift in seinen philosophischen Schriften öfter zur Veranschaulichung des Gedankengangs auf Zitate aus den Metamorphosen zurück.[51]
- Der Rhetoriklehrer Quintilian (ca. 35 n. Chr.–ca. 96 n. Chr.) kommt in seiner „Unterweisung in die Redekunst“ (Institutio oratoria) in verschiedenen Kontexten auf die Metamorphosen zu sprechen, nicht zuletzt in seinem literaturgeschichtlichen Überblick im zehnten Buch.

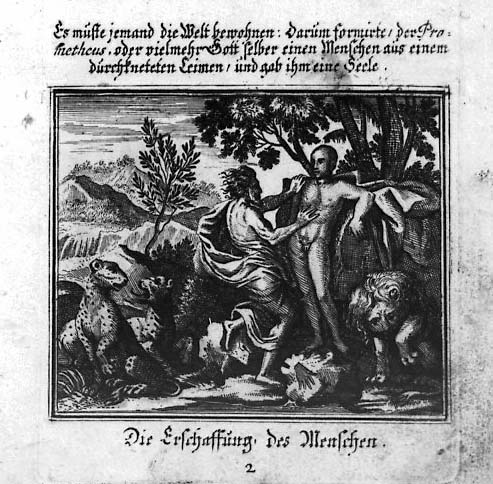
„Die Erschaffung des Menschen“ aus einem Druck der Metamorphosen von 1676 mit Illustrationen von François Chauveau

- Um 1210 erste deutschsprachige Übersetzung durch Albrecht von Halberstadt.[52]
- Im Mittelalter waren einige christliche Interpretationen verbreitet, wie etwa der Ovidius moralizatus (ca. 1340) von Petrus Berchorius.
- Geoffrey Chaucer (ca. 1340–1400) adaptiert in seinen Canterbury Tales Episoden aus den Metamorphosen: Coronis und Apollo (in The Manciple’s Tale) und Midas (in The Wife of Bath’s Tale).
- Die Übersetzung der Metamorphosen von Arthur Golding (1567) wurde von Ezra Pound als „das schönste Buch in dieser Sprache“ bezeichnet.
- Peter Paul Rubens (1577–1640) thematisiert in einer Fülle an Bildern einzelne Verwandlungsgeschichten, darunter zum Beispiel Der Sturz des Phaethon (1604/1605), Juno und Argus (ca. 1610) oder Perseus und Andromeda (ca. 1620/1621).
- In William Shakespeares Ein Sommernachtstraum (1595 oder 1596) bringen die Handwerker um Peter Squince ein Stück zu Pyramus und Thisbe auf die Bühne und machen sich dabei lächerlich. Der deutsche Barockdichter Andreas Gryphius gestaltete dies in Absurda Comica oder Herr Peter Squenz (1657) zu einer selbstständigen Komödie aus.
- Im Titus Andronicus (1589) weist Shakespeares Figur der Lavinia einige Gemeinsamkeiten mit Ovids Philomela auf: Genau wie Philomela wird Lavinia vergewaltigt und danach von ihren Peinigern (bei Philomela ist Tereus allein) verstümmelt – ihr wird die Zunge abgeschnitten –, damit sie nicht vom erlittenen Unrecht erzählen kann. Im Gegensatz zu Philomela begegnet Lavinia allerdings einem „craftier Tereus,“[53] denn ihre Peiniger haben ihr zusätzlich zu ihrer Zunge auch die Hände abgeschnitten, damit sie nicht – wie Philomela – einen Teppich weben und so die Vergewaltigung publik machen kann. Am deutlichsten wird die Verbindung zwischen Ovids und Shakespeares Version in der ersten Szene des vierten Aktes: Lavinia zeigt zuerst auf eine Textstelle in Ovids Metamorphosen, um die Vergewaltigung und ihr ähnliches Schicksal wie das der Philomela anzuzeigen,[54] danach schreibt sie die Namen ihrer Peiniger mit einem Stock in den Sand.
- Carl Ditters von Dittersdorf (1739–1799) komponierte 12 Symphonien nach Ovids Metamorphosen.
- Johann Heinrich Voß übersetzt die Metamorphosen 1798 in deutsche Hexameter.
- Johann Wolfgang von Goethe nimmt in seinem Werk vielfach auf die Metamorphosen Bezug.[55] So berichtet er unter anderem in seiner autobiographischen Schrift Aus meinem Leben. Dichtung und Wahrheit von seiner großen Freude als junger Mann an der Lektüre des Gedichts und „daß für eine jugendliche Phantasie nichts erfreulicher sein könne, als in jenen heitern und herrlichen Gegenden mit Göttern und Halbgöttern zu verweilen“ (2, 10). Im Roman Wilhelm Meisters Lehrjahre beschreibt eine Figur scherzhaft ihr Verliebtsein damit, dass sie sich „ganz nahezu in einem mythologischen Falle befinde und alle Tage befürchte, verwandelt zu werden“ (8, 6). Damit spielt sie darauf an, dass viele Verwandlungen in den Metamorphosen von Zuneigung und Liebe veranlasst werden. In Faust II treten ebenso – in starker Anlehnung an die Geschichte bei Ovid – Philemon und Baucis auf (Akt V).
- Pablo Picasso (1881–1973) schuf eine Serie von Radierungen zu den Metamorphosen.
- Der britische Komponist Benjamin Britten komponierte im Jahr 1951 die Sechs Metamorphosen nach Ovid für Oboe-Solo.
- Achim Freyer inszenierte 1987 am Burgtheater in Wien ein Stück mit dem Titel Die Metamorphosen des Ovid oder Die Bewegung von den Rändern zur Mitte hin und umgekehrt.
- Der österreichische Schriftsteller Christoph Ransmayr veröffentlichte 1988 den Roman Die letzte Welt, in dem er Motive aus den Metamorphosen verarbeitete.
- In Cees Nootebooms Novelle Die folgende Geschichte aus dem Jahr 1991 haben die Metamorphosen und zahlreiche Geschichten daraus eine zentrale Stellung.
- Die US-amerikanische Malerin Amy Sillman verarbeitet in ihrer Video-Animation After Metamorphoses (2015/2016)[56] mehrere Erzählungen aus den Metamorphosen.
- Richard Powers greift in seinem preisgekrönten Roman Die Wurzeln des Lebens (2018), worin von neun Personen und ihrer Verbindung zu Bäumen erzählt wird, wiederholt Formulierungen oder Motive Ovids auf.

## Ausgaben
Kritische Textausgaben
- R. J. Tarrant: P. Ovidii Nasonis Metamorphoses. Recognovit brevique adnotatione critica instruxit. Oxford University Press, Oxford 2004, ISBN 978-0-19-814666-7.
- W. S. Anderson: Ovidius. Metamorphoses (Bibliotheca Teubneriana). 2., verbesserte Auflage, Teubner, Leipzig 1982.
- Hugo Magnus (Hrsg.): P. Ovidi Nasonis Metamorphoseon libri 15. Lactanti Placidi qui dicitur Narrationes fabularum Ovidianarum. Weidmann, Berlin 1914 (erste kritische Ausgabe, Digitalisat).

Zweisprachige Ausgaben
- Michael von Albrecht (Hrsg.): Metamorphosen (lateinisch und deutsch), Reclam, Ditzingen 1994, ISBN 3-15-001360-7 und weitere Auflagen.
- Gerhard Fink (Hrsg.): Metamorphosen. Das Buch der Mythen und Verwandlungen, Artemis & Winkler, Zürich/München 1989 und weitere Auflagen.
- Niklas Holzberg (Hrsg.): Publius Ovidius Naso. Metamorphosen. Lateinisch – deutsch. In deutsche Hexameter übertragen von Erich Rösch. 14. Auflage. Artemis & Winkler, Zürich/Düsseldorf 1996.

Einsprachige deutsche Ausgaben
- Hermann Breitenbach (Hrsg.): Publius Ovidius Naso, Metamorphosen. Epos in 15 Büchern. Mit einer Einleitung von L. P. Wilkinson. Reclam, Stuttgart 1986, ISBN 978-3-15-000356-5.
- ohne Herausgeber: Ovid Metamorphosen. In der Übertragung von Johann Heinrich Voß. Mit den Radierungen von Pablo Picasso und einem Nachwort von Bernhard Kytzler. Insel-Taschenbuch, Frankfurt am Main 2005, ISBN 978-3-458-32937-4.

Kommentare
- Alessandro Barchiesi (Hrsg.): Ovidio. Metamorfosi. Fondazione Lorenzo Valla, Mailand 2005–2015 (5 Bde.).
- Franz Bömer: P. Ovidius Naso. Metamorphosen. Kommentar. Winter, Heidelberg 1969–1986 (7 Bde.).
  - Franz Bömer, Ulrich Schmitzer: P. Ovidius Naso. Metamorphosen. Addenda, Corrigenda, Indices. Winter, Heidelberg 2006.

Hörbücher
- Ovid: Metamorphosen. Sprecher: Peter Simonischek. Patmos Hörbuch, Düsseldorf 2006, ISBN 978-3-491-91199-4.
- Ovid: Metamorphosen. Sprecher: Rolf Boysen. Hörbuch (gekürzte Lesung). der Hörverlag, München 2007, ISBN 978-3-89940-587-3.